# Operación Achse
La Operación Achse ("Eje", en la historiografía alemana Fall Achse) fue el nombre en clave del plan elaborado por el Oberkommando der Wehrmacht (OKW) durante la Segunda Guerra Mundial con el fin de contrarrestar una eventual salida de Italia de la guerra, neutralizar a sus fuerzas armadas desplegadas en los varios teatros bélicos del Mediterráneo y ocupar militarmente la península.
La operación, planificada por Hitler y el comando alemán desde finales de mayo de 1943 en previsión de un posible colapso del fascismo y una defección italiana, concluyó con el éxito completo de la Wehrmacht que, aprovechando la desorientación en las unidades de tropa y la disgregación de las estructuras dirigentes italianas tras el armisticio del 8 de septiembre, subyugaron en pocos días a gran parte de las fuerzas armadas de sus antiguos aliados, capturando a cientos de miles de soldados que fueron en gran parte llevados a Alemania como trabajadores forzados, y haciéndose con un gran botín en armas y equipos.
Desde el punto de vista estratégico, la Wehrmacht logró ocupar el centro-norte de Italia y los vastos territorios ocupados por las fuerzas italianas en los Balcanes, el Mar Egeo y el sur de Francia, así como hacerse con el potencial industrial italiano y su mano de obra. A partir de tal momento, el centro y norte de Italia se transformaron durante cerca de veinte meses en un campo de batalla entre las fuerzas alemanas, sólidamente desplegadas en defensa en líneas fortificadas sucesivas, y las tropas aliadas que habían desembarcado inicialmente en Salerno el día mismo en que se hizo público el armisticio con los italianos.

## Planificación alemana
La primera iniciativa en relación con el envío de combatientes alemanes a Italia para organizar y reforzar la defensa de sus aliados (que eran considerados más débiles) en previsión de un probable ataque angloamericano directamente en suelo italiano, fue planificada simultáneamente a las fases finales de la Campaña de Túnez, que marcó la derrota italo-alemana en África del Norte y dejó expuesto el teatro mediterráneo a las poderosas fuerzas aéreas y navales aliadas. El 9 de mayo de 1943, dos días tras la caída de Túnez, el OKW comunicó al comando supremo italiano, por medio del agregado militar de la embajada alemana en Roma, Enno von Rintelen, la constitución de tres nuevas formaciones alemanas creadas principalmente con las unidades de retaguardia de las formaciones empleadas en África  .

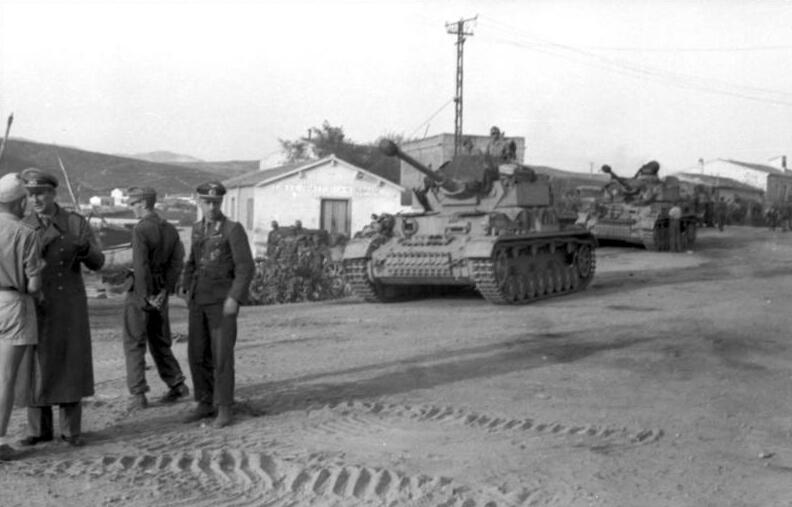
Unidades acorazadas de la 90a. División Panzergrenadier en Cerdeña

Se trató del "comando Cerdeña" (transformado prontamente en la 90.ª División Ligera Panzergrenadier, heredera de la 90.ª División de Infantería (motorizada) de las Deutsches Afrikakorps), del "comando Sicilia" (que devino de la 15.ª División Panzergrenadier, formada a partir de la 15.ª División Panzer) y de una "reserva de intervención rápida". Como le escribiera Hitler a Mussolini, se trataba de formaciones débiles que necesitaban un gran potenciamiento, así pues el Führer comunicó a un dubitativo Duce sobre el arribo de Francia de dos nuevas divisiones alemanas. A mediados del mes de mayo llegó la División acorazada paracaidista "Hermann Göring", con excepción de las unidades transferidas previamente a África, que estaría estacionada en Sicilia, y los primeros días de junio llegó la 16.ª División Panzer, unidad que había sido destruida en Stalingrado y recién reconstituida, que fue situada al oeste de Bari. Finalmente, proveniente también de Francia, el 19 mayo se envió a Italia también el cuartel general de la 14.ª Panzerkorps al mando del general Hans-Valentin Hube, para fortalecer la estructura de comando del OB Süd (Oberbefehlshaber Süd) comandado por el feldmareschall Albert Kesselring.
Al día siguiente, en la noche del 20 de mayo, durante una de las largas y extenuantes conferencias en el cuartel general del Führer, Hitler expresó claramente sus dudas sobre la solidez política del gobierno fascista y los peligros de un colapso del país aliado. El reporte del enviado especial de la SS, el sonderführer Alexander von Neurath, que evidenció la moral en declive de la población italiana y los sentimientos probritánicos presentes entre la alta burguesía y los militares, convenció a Hitler de la necesidad de prestar mucha atención a la situación en el Mediterráneo y de dar comienzo a una planificación precisa en vista de un colapso de Italia ante el ataque aliado o un derrocamiento de Mussolini  . Otros reportes sobre un discurso pronunciado por el subsecretario de relaciones exteriores Giuseppe Bastianini, la información proveniente de los hombres de Heinrich Himmler en Italia, la presencia misma en Sicilia del general Mario Roatta, considerado un personaje traidor y equívoco, reforzaron las sospechas de Hitler y sus colaboradores.
El 21 mayo el feldmareschall Wilhelm Keitel, jefe del OKW, emitió así las detalladas directivas elaboradas para afrontar la posible "deserción" de su aliado del Eje. La planificación, basada en el documento "Panorama de la situación en la eventualidad del retiro del Italia de la guerra", preparado por los comandos alemanes para el 10 a 16 mayo, preveía una serie de proyectos operativos en los varios teatros bélicos: la "operación Alarico", dirigida a la invasión del territorio metropolitano italiano, la "operación Konstantin", dirigida a la neutralización de las fuerzas italianas en los Balcanes y la "operación Siegfried", dirigida a la ocupación de las áreas de Francia del sur presididas por los italianos. Se estudiaron además dos planes menores: la "operación Nürnberg" para salvaguardar la frontera franco-española, y la "operación Kopenhagen" para el control de los pasos a lo largo de la frontera franco-italiana.

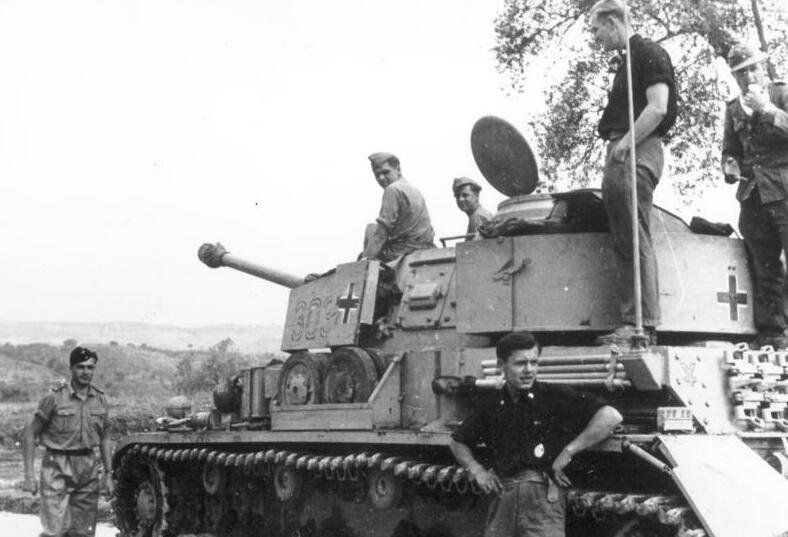
Un Panzer IV Ausf.G de la 16a. División Panzer en Italia en 1943

De manera simultánea a esta planificación continuaba el reposicionamiento de las reservas alemanas para afrontar los potenciales peligros en el teatro mediterráneo. Hitler, muy preocupado por los Balcanes y envuelto en fuerte polémica con los líderes italianos y con el Duce mismo a causa de los acuerdos de colaboración entre tropas italianas y los chetniks, decidió pues enviar a la 1.ª División Panzer en el Peloponeso e hipotetizó también el traslado en Italia de sus tres divisiones acorazadas elegidas de la Waffen-SS desplegadas a lo largo del frente oriental en vista de la operación Cittadella.
Por otra parte, Mussolini, tras un rechazo inicial, presentó el 17 junio, por medio del Comando Supremo, una solicitud urgente de refuerzos móviles alemanes (dos divisiones acorazadas) para afrontar a las potentes fuerzas aliadas. Después de una serie de nuevos conflictos a causa de reparos del Duce y de la propuesta del general Vittorio Ambrosio, jefe del estado mayor general italiano, de renunciar a nuevos refuerzos alemanes y en cambio transferir a Italia las tropas empleadas en los Balcanes y en Francia, la situación cada vez más amenazante (Pantelaria había caído casi sin resistencia el 11 junio) indujo Hitler a enviar otras tres divisiones alemanas.
Así pues entraron en la península y se incorporaron a la 29.ª División Panzergrenadier a mediados de junio en Foggia, la 3.ª División Panzergrenadier los primeros días de julio al norte de Roma (estas dos divisiones estaban recién reconstituidas en Francia después de la destrucción de Stalingrado), y la 26.ª División Panzer el 9 de julio en Salerno. Para el 24 junio la brigada "Reichsführer-SS"' había sido transferida a Córcega; a mediados de julio llegó el comando del 76.º Panzerkorps al mando del general Traugott Herr.

## Afluencia de las tropas alemanas en Italia

### Del desembarco en Sicilia al 25 de julio
El 10 julio las poderosas fuerzas aéreas, terrestres y navales aliadas dieron comienzo a las operaciones de desembarco en Sicilia provocando la inmediata crisis del dispositivo del Eje y constituyendo una sólida cabeza de puente sobre la costa, a pesar de algunos contraataques por parte de las fuerzas italianas y de las dos divisiones alemanas (la "Hermann Göring" y la 15.ª División Panzergrenadier) presentes en la isla. Los desastrosos desarrollos desencadenaron consecuencias inmediatas a nivel de la dirigencia política y militar de las dos potencias. En Roma las posiciones eran cada vez más pesimistas, mientras el general Ambrosio presentaba a Mussolini solicitudes poco realistas de ayudas alemanas; entre los responsables alemanes, Kesselring y el embajador von Mackensen mostraron gran escepticismo sobre las capacidades defensivas italianas e hicieron solicitudes de refuerzos. Hitler, cada vez más preocupado y temeroso de un colapso italiano, decidió el inmediato envío a Sicilia de la 1.ª División paracaidista (proveniente del sur de Francia) y también del comando del 14º Panzerkorps al mando del general Hube y de la 29.ª División Panzergrenadier ya lista en Regio de Calabria; el 17 julio se tomó también la decisión de organizar de inmediato una reunión de la cúpula para verificar la actitud del Duce y de sus colaboradores y su determinación respecto a continuar la guerra.

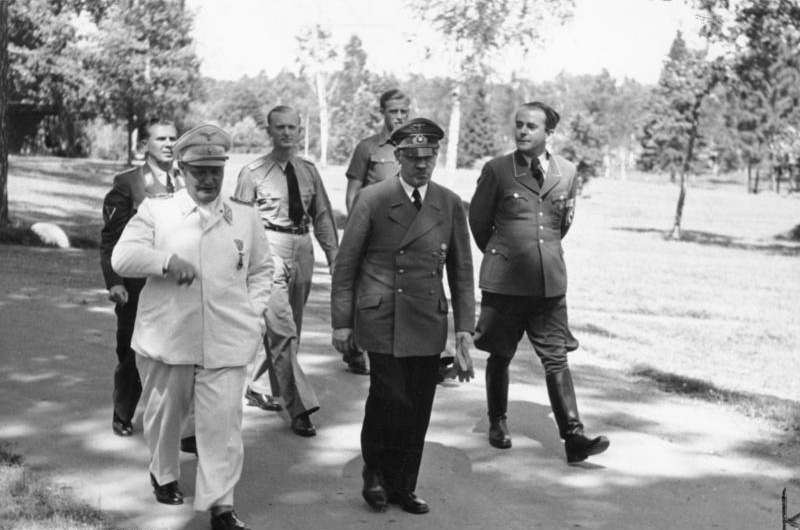
Adolf Hitler, con Hermann Göring (a su izquierda) y Albert Speer (a su derecha), durante el verano 1943, después de la caída de Mussolini

El encuentro, preparado a las carreras en una atmósfera tensa y poco amigable, tuvo lugar en Feltre el 19 de julio de 1943. Mientras se llevaba a cabo, Roma fue fuertemente bombardeada, acontecimiento que acentuó todavía más lo dramático de la situación y favoreció una aceleración de las maniobras de los líderes monárquicos y militares y de una parte de los mismos fascistas, decididos ya a encontrar a la mayor brevedad una vía de salida de la guerra para Italia. Las reuniones de Feltre entre el Duce, el Führer y las dos delegaciones militares fueron poco constructivas: Mussolini, no obstante las exhortaciones de Ambrosio a presentar claramente la crítica situación italiana y a requerir libertad de acción para el retiro de la guerra, se mostró débil e indeciso y se limitó a requerir, con escasa energía, una participación alemana más fuerte en la defensa de Italia, mientras que Hitler se extendió en una de sus extenuantes y abstractas peroratas a favor de la resistencia a ultranza. El Führer presentó en términos optimistas la situación y rechazó, arguyendo dificultades técnicas y operativas, los gigantescos pedidos italianos de refuerzos terrestres y aéreos. Hitler no adhirió siquiera a los decididos pedidos de sus colaboradores militares Jodl, Keitel y Warlimont que exigían la constitución de un comando unificado en Italia bajo el mando de un general alemán, el traslado de las numerosas fuerzas italianas desplegadas en el norte Italia hacia el sur que estaba bajo ataque, y la asunción del comando de las fuerzas aéreas del Eje en el teatro por parte del general de la Luftwaffe Wolfram von Richthofen.
Paradójicamente, tras la reunión de Feltre, Hitler parecía convencido de que había conseguido restaurar la moral del Duce, y por lo tanto, a pesar de las exhortaciones a la prudencia del feldmareschall Erwin Rommel, asignado al mando del previsto grupo de fuerzas que se organizaba en Baviera en la eventualidad de una deserción, preocupado por el destino de las tropas alemanas en Sicilia y el sur de Italia en caso de "traición" italiana y de la interrupción de las comunicaciones a través del Paso del Brennero, el Führer decidió el 21 de julio congelar la planificación de "Alarico" y autorizar el envío de refuerzos significativos a Italia. Precisamente el 25 de julio, antes de enterarse de la caída de Mussolini, aprobó la transferencia de seis divisiones del ejército, incluyendo una división acorazada, y tres divisiones de la Waffen-SS, mientras que el mariscal Rommel fue enviado ese mismo día, junto con su cuartel general en formación de Múnich a Salónica, para organizar un nuevo grupo de ejércitos en los Balcanes. 

### Contramedidas y planes alemanes
Hitler y la dirigencia político-militar alemana se vieron sorprendidos por los eventos del 25 de julio. Mal informados por los reportes del embajador von Mackensen y del agregado militar von Rintelen, no consideraron que la reunión del Gran Consejo fuera peligrosa para el destino del régimen fascista y, al contrario, creyeron que Mussolini había sido capaz de fortalecer la colaboración con el Tercer Reich . La noticia, dada en la noche del 25 de julio, de la caída del Duce y el ascenso al poder de un gobierno técnico-militar liderado por el mariscal Pietro Badoglio, llegó de manera inesperada al cuartel general del Führer y provocó la consternación general y la ira de Hitler. El dictador comprendió de inmediato que, no obstante las promesas de Badoglio y de los generales y diplomáticos italianos, el cambio de gobierno presagiaba una "deserción" italiana que pondría en peligro a las fuerzas alemanas que luchaban en el sur de Italia y al despliegue entero de la Wehrmacht en el teatro del sur de Europa.

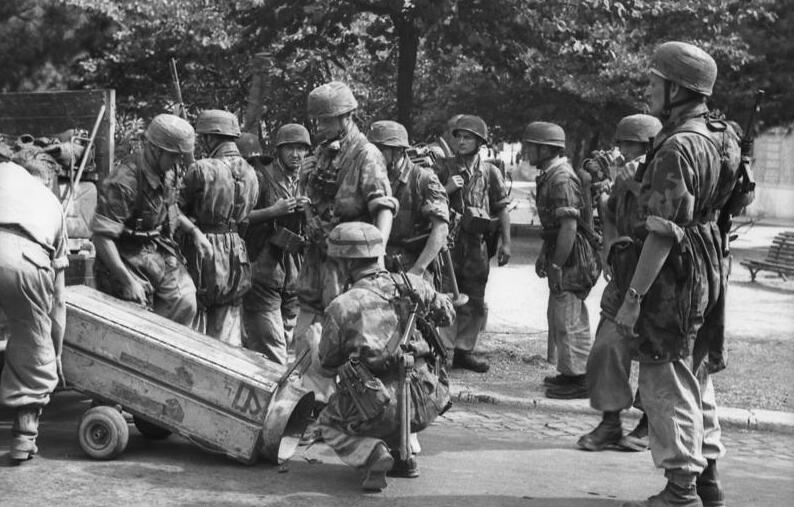
Paracaidistas alemanes de la 2a División Falsschimjäger en el centro de Roma durante la operación "Achse"

Después de haber hipotetizado inicialmente una intervención inmediata de las fuerzas allí presentes para ocupar Roma, arrestar al rey, a Badoglio y a los nuevos líderes italianos, Hitler decidió, en acuerdo con sus colaboradores militares Jodl y Rommel (llamados de urgencia desde Grecia), reactivar el plan Alarico y preparar una nueva serie de planes detallados para hacer frente a la deserción italiana y ocupar la península después de una preparación cuidadosa y después de llevar refuerzos adecuados. Se informó al mariscal de campo Kesselring que estuviera listo para un cambio de campo y para preparar el replegamiento de sus fuerzas en Sicilia, Cerdeña y el sur de Italia. Asimismo, se emitieron directivas para nuevos proyectos operativos y se organizaron las transferencias de tropas necesarias.
En pocos días se confirmaron los planes "Siegfried", "Konstantin" y "Kopenhagen" (ya proyectados en mayo) y se estudió el plan "Schwartz", que preveía una intervención sorpresa en Roma para capturar a los gobernantes italianos, el plan "Achse", el proyecto para apoderarse de la flota italiana, el plan "Roble" para liberar a Mussolini de su encarcelamiento, y el plan "Student" para la ocupación militar de Roma. El 28 de julio, Hitler procedió a una revisión de la planificación operativa: los planes "Konstantin" y "Alarico" fueron puestos bajo un único proyecto operativo global para la ocupación de Italia y de los Balcanes que a su vez recibió el nombre de "Achse" (Eje), mientras que, por consejo del almirante Ruge y a causa del fortalecimiento de las defensas italianas en la capital, el plan "Schwartz" fue abandonado poco después (el 5 de agosto). Otras dificultades para Hitler y los comandantes alemanes también surgieron en esta fase debido a la falta de información precisa sobre el destino de Mussolini y la negativa de la parte italiana a una reunión cumbre entre el Führer y el rey Víctor Manuel, quien potencialmente se prestaría a un ataque sorpresa alemán contra la nueva dirigencia de los aliados italianos.
Mientras estaba en curso esta compleja planificación, el comando de la Wehrmacht procedía a la transferencia de las divisiones necesarias para la puesta en práctica de las operaciones que se llevarían a cabo al momento de la deserción italiana. A partir del 27 de julio, se inició el transporte por vía aérea de la 2.ª división de paracaidistas al mando del general Bernhard Ramcke desde el sur de Francia directamente al aeropuerto de Pratica di Mare al sur de Roma: el arribo sorpresa cerca de la capital de esta división elegida (inicialmente prevista para la ejecución del plan "Schwartz") fue una novedad absoluta para los mandos italianos y también para el propio mariscal de campo Kesselring, a quienes no se les advirtió de antemano. El 31 de julio, se presentaron ante el comando de Kesselring en Frascati el general Kurt Student, comandante del 11º cuerpo del ejército aerotransportado, que había llegado a Pratica di Mare para asumir el mando de los paracaidistas de Ramcke y coordinar las operaciones contra Roma, y el capitán de la SS Otto Skorzeny. Los dos oficiales explicaron al lleno de dudas mariscal de campo los planes del "Schwarz", que pronto habría de ser cancelado por Hitler  .
Entretanto, desde las 12:00 del 26 de julio, el mariscal de campo Rommel había regresado de Salónica a Rastenburg (Kętrzyn), dejando el mando del frente balcánico a un nuevo Grupo de Ejércitos F a cargo del mariscal de campo Maximilian von Weichs, y el 29 de julio en Múnich asumió el control de un comando ficticio denominado Auffrischungsstab München para enmascarar la constitución efectiva de un nuevo agrupamiento de fuerzas que el 14 de agosto sería trasladado a Bolonia bajo el nombre de Grupo de Ejércitos B y que asumiría la dirección de la operación "Achse" en el norte de Italia.

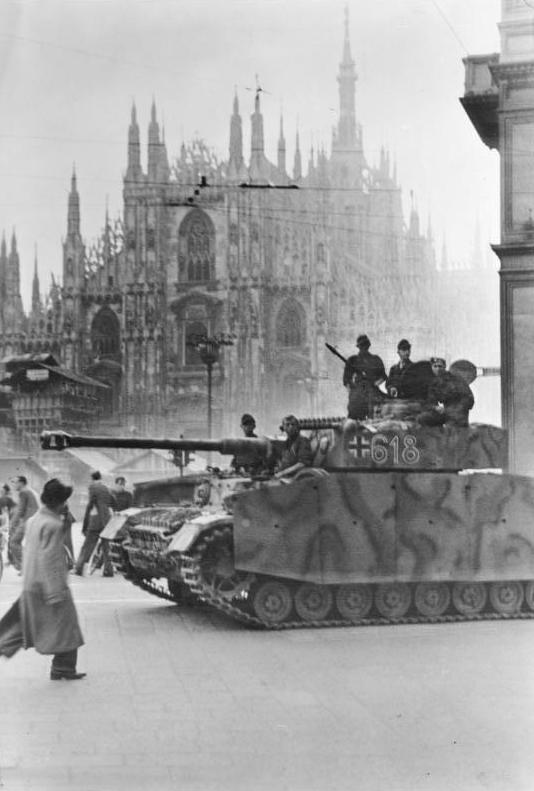
Unidades acorazadas de la Leibstandarte Adolf Hitler en Milán después del 8 de septiembre

A las 02:15 del 26 de julio, comenzó a moverse la 305.ª División de Infantería, la primera formación alemana en entrar en Italia para dirigirse a Liguria, mientras que la Panzergrenadier-Division Feldherrnhalle y la 715.ª División de Infantería se alineron para asegurar el tránsito de los pasos alpinos en la frontera francesa. No obstante las protestas de los comandantes italianos que en un primer momento intentaron bloquear la afluencia de las divisiones con pretextos, la intervención del mariscal de campo Kesselring ante el Comando Supremo el 1 de agosto aclaró la situación y la 305.ª División marchó a pie primero a Génova y luego a La Spezia. Al mismo tiempo, también entraron en Italia el 2 de agosto la 76.ª División de infantería, dirigida a Savona, la 94.ª División de infantería que a partir del 4 de agosto se dirigió a Susa y luego a Alessandria, y el cuartel general del 87° Cuerpo del ejército al mando del general Gustav von Zangen que se instaló el 11 de agosto en Acqui y asumió el comando de las tres divisiones alemanas recién llegadas.
También en el paso del Brennero se observaron algunos desacuerdos e incidentes desagradables entre las tropas alemanas en afluencia y los comandos y tropas italianas. El mariscal de campo Rommel, preocupado por las noticias de un fortalecimiento de las guarniciones italianas y del minado de los pasos, envió al sur al kampfgruppe Feuerstein, una parte de la 26.ª Panzer-Division y a la 44.ª División de infantería con órdenes de presentarse como fuerzas enviadas para ayudar al aliado italiano contra el enemigo común. El Comando Supremo en Roma y el general Gloria (comandante del 26° Cuerpo del ejército de Bolzano) protestaron enérgicamente y amenazaron con oponerse con las armas, pero tras la intervención de Kesselring del 1 de agosto se superó la crisis y los alemanes pudieron continuar: la 44.ª división de infantería llegó entonces a Bolzano, tomó posesión del paso y aseguró las comunicaciones transalpinas con el Reich.
En la atmósfera de gran tensión de la noche del 25 de julio, Hitler había decidido en un primer momento transferir inmediatamente a Italia las dos divisiones elegidas de la Waffen-SS Leibstandarte Adolf Hitler y Das Reich, a pesar de la precaria situación en el frente oriental. Las protestas del mariscal de campo von Kluge  y el ulterior deterioro en el este, sin embargo, obligaron al Führer a renunciar el 4 de agosto a la transferencia del Das Reich, y solo el Leibstandarte llegó a Italia tras haber dejado en su posición en Rusia todo su armamento pesado, y cruzó el Brennero el 3 de agosto, dirigiéndose así a una ubicación entre Parma y Reggio Emilia. Las Waffen-SS fueron seguidas a su vez por la 65.ª División de Infantería, que desde Villach se trasladó al sector de Rávena-Rímini, y por la 24.ª Panzer-Division (otra división destruida en Stalingrado y reconstituida), que llegó a Módena desde el Tirol el 30 de agosto. El general de las Waffen-SS Paul Hausser había llegado a Reggio Emilia desde el 3 de agosto con el cuartel general del 2.º Panzerkorps-SS para asumir el mando de las tres nuevas divisiones que habían confluido.
La última de las formaciones alemanas en arribar a Italia después del 25 de julio fue la 71.ª División de infantería que llegó desde Dinamarca a la zona norte de Liubliana el 7 de agosto y, a partir del 25 de agosto, comenzó a entrar a Friul por órdenes del mariscal de campo Rommel, temeroso de posibles medidas hostiles de Italia y del minado de los pasos alpinos orientales. Después de que un nuevo y duro desacuerdo con el Comando Supremo italiano, que provocó el temor de enfrentamientos armados entre los dos aliados, se resolviera gracias a la intervención del general von Rintelen, la división avanzó sin dificultad hacia Gemona, Gorizia y Villa Opicina, cerca de Trieste y completó su despliegue en Venecia Julia antes del 2 de septiembre .

## 8 de septiembre de 1943

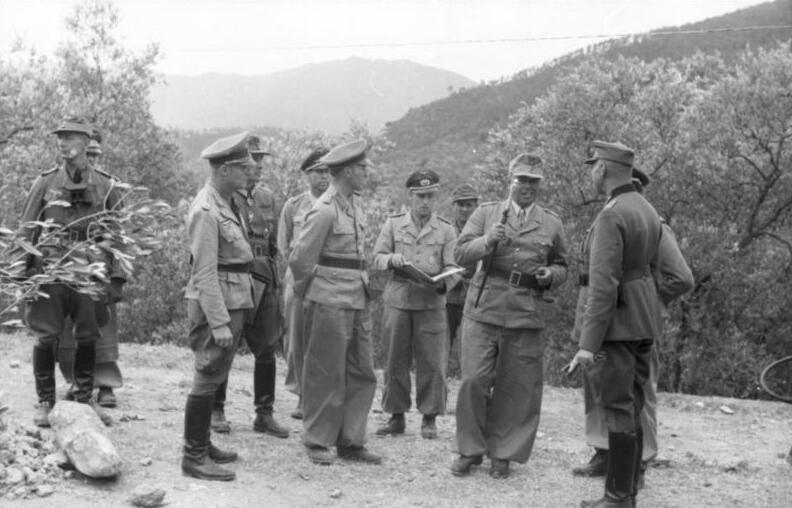
Albert Kesselring, a la derecha con el bastón de mariscal de campo, en conversación con sus oficiales en el frente italiano

Inmediatamente después de la destitución de Mussolini, el nuevo gobierno técnico-militar del mariscal Badoglio se había apresurado, tras haber proclamado oficialmente la decisión de continuar la guerra junto al Tercer Reich, a asegurar a los líderes alemanes su lealtad a la alianza del Eje, mientras que simultáneamente había comenzado una serie de tentativas confusas de entablar negociaciones secretas con los aliados para salir de la guerra y evitar las consecuencias de un cambio de bando repentino. La necesidad de ganar tiempo obligaba al nuevo gobierno italiano a mostrar fidelidad a la alianza, solicitando una participación más activa de su aliado en la defensa de la península y por tanto la afluencia de nuevas divisiones de la Wehrmacht, y de esta forma, sin embargo, acrecentando la amenaza alemana en Italia.
Los dirigentes italianos intentaron controlar está muy difícil fase alternando pedidos de ayuda con obstrucciones hacia la afluencia de fuerzas alemanas, y solicitando que las divisiones germánicas cambiaran de localización de manera prevalente al sur, en la primera línea. Desde la reunión entre el mariscal de campo Kesselring y el general Ambrosio del 31 de julio, las discusiones sobre la localización y el rol de las nuevas divisiones alemanas habían sido acaloradas . En la reunión de Tarvisio del 6 de agosto, entre el ministro de estado Raffaele Guariglia, el general Ambrosio, Joachim von Ribbentrop y el mariscal de campo Keitel, llevada a cabo en medio de la tensión y con la amenazante presencia de las SS en guardia, se evidenció la desconfianza mutua: Ambrosio solicitó el incremento de las divisiones alemanas de nueve a dieciséis, pero desplegadas en el sur de Italia contra los aliados, mientras que Keitel y Warlimont afirmaban que las nuevas fuerzas alemanas debían desplegarse en el centro-norte como reserva estratégica.
Un último encuentro se celebró en Bolonia el 15 de agosto entre el general Roatta y Jodl, acompañado de Rommel (recién nombrado comandante del nuevo Grupo de Ejércitos B en el norte de Italia) y de la guardia de las SS de la Leibstandarte Adolf Hitler. Los alemanes acordaron devolver a Italia una parte del 4º ejército italiano desde el sur de Francia, pero estaban alarmados por los planes de Roatta a favor de un despliegue de fuerzas alemanas que, en caso de deserción, les expondría al riesgo de permanecer aislados y ser destruidos por las fuerzas aliadas. El encuentro fue un fracaso y convenció a los generales alemanes, no obstante las promesas de Roatta, de la inminencia de un giro italiano de 180°.
Los preparativos en vista de una "traición" italiana prosiguieron entonces rápidamente, y se enviaron disposiciones precisas a los comandos subordinados, quienes a su vez estudiaron planes operativos detallados para actuar con velocidad y eficiencia; la dirigencia alemana esperaba solo una débil resistencia de parte de las fuerzas armadas italianas y esperaba resolver la situación de manera inmediata. Los primeros planes para el saqueo de recursos y para la destrucción sistemática con fines bélicos de plantas y de la infraestructura en las regiones del sur ya habían sido estudiados por el general von Horstig, representante de la oficina de armamento de la Wehrmacht en Italia. A finales del mes de agosto, Hitler también envió a la península a sus nuevos representantes: el diplomático Rudolf Rahn, procedente de la administración de Otto Abetz en Francia de Vichy (en el lugar del embajador von Mackensen) y el general Rudolf Toussaint (ex plenipotenciario militar en el Protectorado de Bohemia y Moravia) como agregado militar, en el lugar de von Rintelen.
Ya previamente el mariscal de campo Kesselring había autorizado, por órdenes del OKW, al general Hans Hube (comandante del 14° Panzerkorps) a organizar la retirada de sus fuerzas (cuatro divisiones) de Sicilia para replegarse en el continente, maniobra que Hube llevó a cabo con gran destreza antes del 17 de agosto (operación Lehrgang). Casi todos los soldados alemanes lograron, tras haber hecho una eficaz y combatida retirada, cruzar el estrecho y también gran parte del material pesado fue rescatado. En los días siguientes, el general Hube desplegó el 14° Panzerkorps, con la 16.ª Panzer-Division, la 15.ª Panzergrenadier-Division y la "Hermann Göring", en el área de la costa de Campania entre Nápoles y Salerno, mientras que la 1.ª División de paracaidistas cubrió Apulia y el general Herr, al mando del 76° Panzerkorps, asumió la defensa de la Calabria con parte de la 26.ª Panzer-Division y la 29.ª Panzergrenadier-Division, con órdenes de realizar maniobras retardantes en caso de un ataque aliado a través del Estrecho .
En efecto, el 3 de septiembre un cuerpo del ejército británico del 8º Ejército del general Montgomery cruzó el estrecho al noroeste de Regio de Calabria (operación "Baytown") sin encontrar mucha resistencia y comenzó a avanzar con cautela a lo largo de las carreteras costeras en dirección a Pizzo Calabro y Crotona. Los alemanes del 76.º Panzerkorps no combatieron y empezaron una lenta retirada hacia el norte.

### El difícil armisticio
Tras las infructuosas y poco realistas tentativas de parte de personajes de segundo plano (el consejero de la embajada Blasco Lanza D'Ajeta, el funcionario del ministerio de relaciones exteriores Alberto Berio, el industrialista Alberto Pirelli) por ponerse en contacto con los Aliados y abrir negociaciones para una salida de Italia de la guerra, posiblemente evitando las graves consecuencias de una rendición a discreción y de una ocupación alemana, el 12 de agosto finalmente el general Giuseppe Castellano (consejero especial del general Ambrosio) partió de Roma a reunirse en Madrid con el embajador británico sir Samuel Hoare quien, tras haber informado a Churchill, envió al general italiano a Lisboa donde, el 17 de agosto, tuvo lugar la primera reunión concreta con los enviados del comando aliado, el general Walter Bedell Smith y los consejeros políticos Kenneth W. Strong y George Frost Kennan.

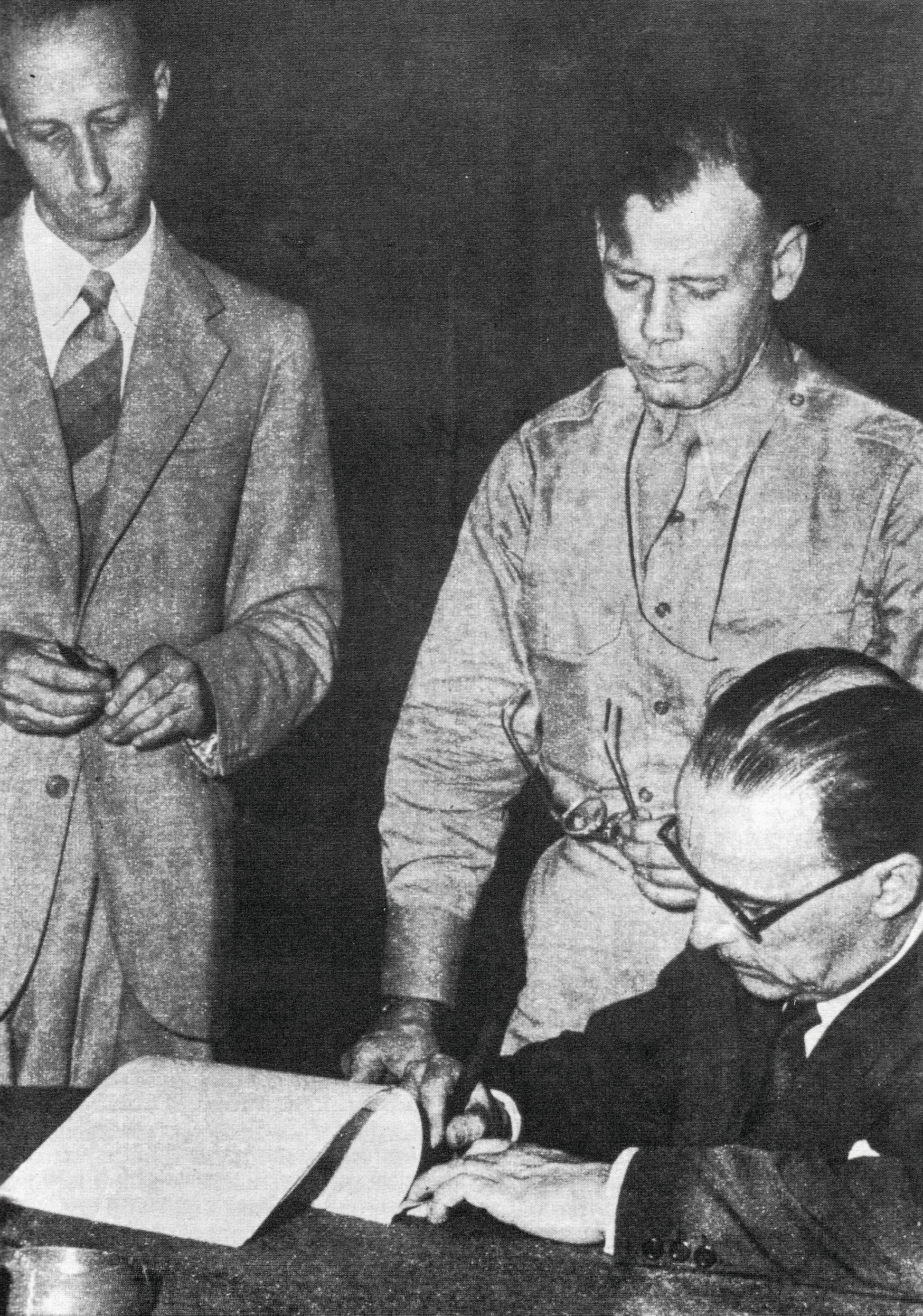
El general Giuseppe Castellano firma el armisticio entre Italia y las potencias aliadas en Cassibile el 3 de septiembre. De pie a la derecha está el general Walter Bedell Smith.

Ante las perentorias peticiones aliadas, establecidas de manera definitiva por los gobernantes anglosajones a finales de julio, de una rendición total e incondicional, el general Castellano se encontró en una gran encrucijada, en tanto las instrucciones del gobierno de Badoglio esperaban con optimismo poder negociar la salida de Italia de la guerra y una fuerte colaboración militar aliada con una intervención masiva de fuerzas anglosajonas (hasta quince divisiones) con un desembarco al norte y al sur de Roma al mismo tiempo que el anuncio del armisticio para así proteger la capital y hacer frente a la temida reacción alemana. Tras un nuevo encuentro entre los generales Castellano y Bedell Smith en Cassibile en Sicilia el 31 de agosto en el que el enviado italiano insistió sin éxito en conocer los detalles operativos aliados y en el que se acordó la intervención de una división aerotransportada estadounidense en Roma para proteger a la capital y al gobierno italiano (operación "Giant II" ), y después de consultas entre el rey, Badoglio, Guariglia y Ambrosio, la aceptación de las condiciones del armisticio fue comunicada a los aliados por radio el 1° de septiembre.
El 3 de septiembre, los generales Castellano y Bedell Smith firmaron el armisticio de Cassibile en presencia de los representantes del gobierno británico (Harold Macmillan) y estadounidense ( Robert Murphy). Sin embargo, surgió un grave malentendido acerca del momento del anuncio de la rendición italiana. El gobierno de Badoglio esperaba poder ganar más tiempo para organizar la resistencia contra las fuerzas alemanas y posponer el anuncio oficial al menos hasta el 12 de septiembre. Solo en la noche del 8 de septiembre, el mariscal se enteró por boca del propio general Maxwell Taylor (el subcomandante de la 82.ª División Aerotransportada estadounidense cuya intervención fue planificada de acuerdo con el plan "Giant II", y quien había llegado en secreto a Roma) que en el anuncio lo haría el general Eisenhower esa misma noche. Badoglio protestó y trató en vano de que se pospusiera nuevamente; extremadamente preocupados por la reacción alemana, los dirigentes y generales italianos causaron una pésima impresión en el general Taylor, quien aconsejó al comando aliado que se abandonara la operación "Giant II", destinada, en su opinión, al fracaso seguro en vista de la desorganización de las grandes fuerzas italianas agrupadas alrededor de Roma  .
En la mañana del 8 de septiembre, mientras los bombarderos aliados atacaban con escasos resultados el cuartel general del mariscal de campo Kesselring en Frascati y las flotas angloamericanas se acercaban al golfo de Salerno para realizar el desembarco (el principal del 5º Ejército del general Mark Clark), el mariscal Badoglio, cada vez más alarmado, envió un telegrama al general Eisenhower para solicitar el aplazamiento del anuncio del armisticio. El comandante en jefe aliado, apoyado en una perentoria comunicación de Washington por parte de los jefes de Estado anglosajones, rechazó firmemente la intempestiva solicitud, confirmó sus intenciones en tono amenazante e incluso procedió a cancelar la operación "Giant II".
A las 18.00 horas del 8 de septiembre se celebró en el Quirinal un dramático Consejo de la Corona con la presencia del rey, Badoglio, Ambrosio, Guariglia, el general Giacomo Carboni (jefe del Servicio de Información Militar, SIM, y comandante del Cuerpo motoacorazado a cargo de la defensa de la capital), los ministros de guerra, Antonio Sorice, de la marina, Raffaele De Courten, de la aviación, Renato Sandulli, los generales Paolo Puntoni y De Stefanis, y el mayor Luigi Marchesi. Ante las claros indicaciones comunicadas por el general Eisenhower y las primeras indiscreciones filtradas a las radios extranjeras sobre el armisticio, los dirigentes italianos, tras acaloradas discusiones en las que el general Carboni llegó a proponer desautorizar la obra de Castellano, llegaron a convenir con la opinión del mayor Marchesi sobre la inevitabilidad de cumplir con la palabra dada y confirmar la noticia. A las 18:30 el general Eisenhower, desde Radio Algeri, anunció oficialmente el armisticio y a su vez Badoglio comunicó la noticia desde la EIAR a las 19:42.

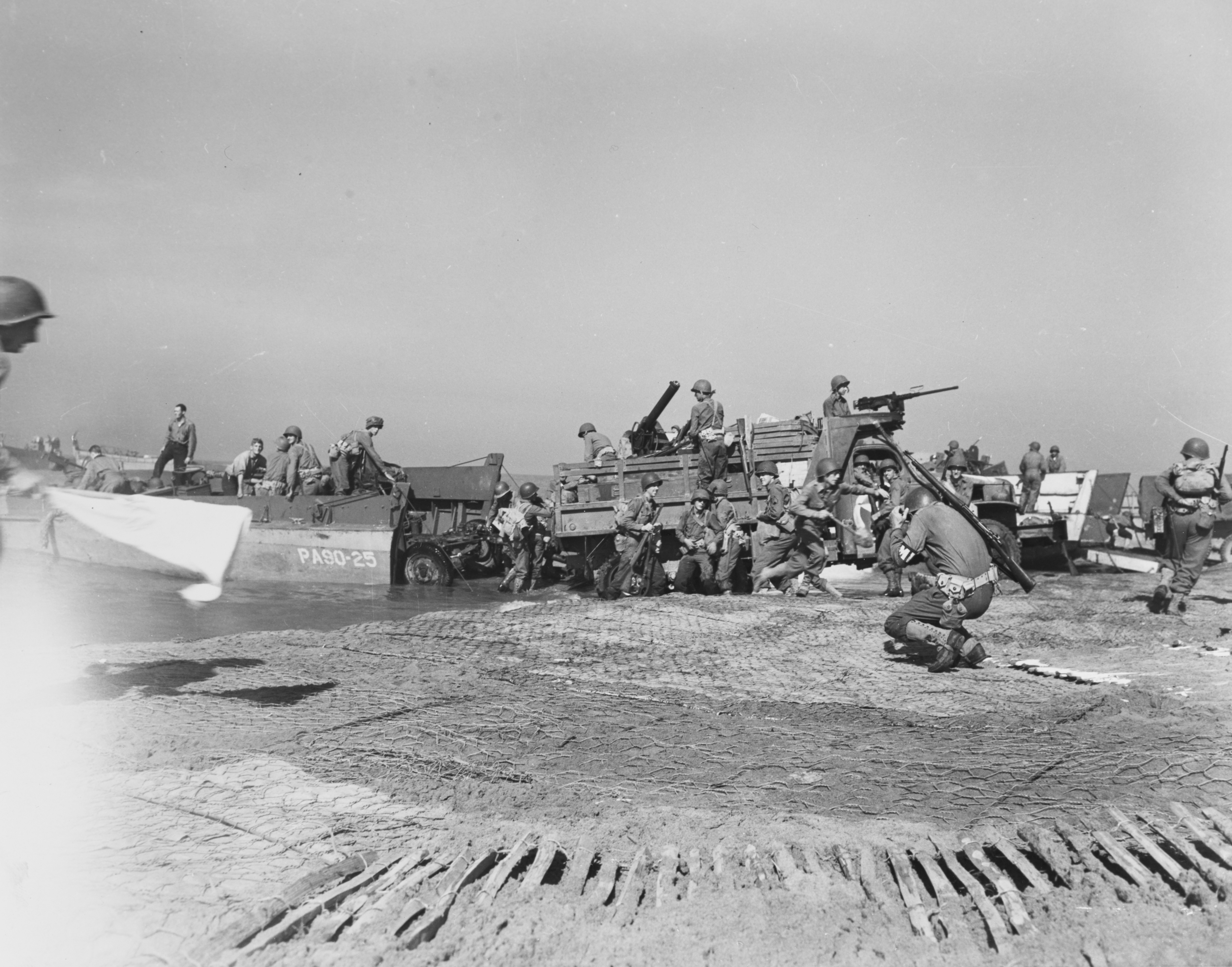
Tropas estadounidenses en acción en la playa de Salerno, durante el desembarco en Salerno

Los representantes alemanes en Roma en los días anteriores habían estado tranquilizados por las repetidas declaraciones de fidelidad a la alianza expresadas al más alto nivel. El 3 de septiembre (el día de la firma de Cassibile), Badoglio en persona le confirmó a Rahn su firme decisión de permanecer junto a Alemania, e incluso para el 6 de septiembre el general Toussaint creía que los italianos habían rechazado las duras demandas de los aliados. La mañana misma del 8 de septiembre Rahn se reunió con el rey quien le aseguró sobre su decisión de no capitular, y el general Roatta por la tarde reiteró por teléfono que las noticias del exterior eran solo un montaje propagandístico. Por tanto, el embajador Rahn fue tomado por sorpresa cuando a las 19.00 horas del 8 de septiembre, alertado desde Berlín sobre la noticia de la conclusión de un armisticio, se dirigió a Guariglia, quien inmediatamente lo recibió, confirmándole la noticia y comunicando la salida de Italia de la guerra y de la alianza del Eje. Rahn replicó con dureza antes de salir de Roma a toda prisa y marcharse junto con Toussaint y el personal de la embajada, a Frascati, la sede del comando de Kesselring.
No obstante la sorpresa inicial, la respuesta alemana, cuidadosamente planificada y organizada en sus detalles operativos, fue sin embargo rápida e inmediatamente eficaz. Hitler, de regreso a las 17:00 en Rastenburg tras una estadía de unos días en Ucrania en el cuartel general del mariscal de campo Erich von Manstein, poco después de enterarse de la noticia (proveniente de una transmisión de la BBC) del armisticio, actuó con extrema decisión. A las 19:50, pocos minutos después de la conclusión del anuncio de Badoglio, el ayudante del general Jodl emitió la palabra en clave ("Achse") a todos los mandos subordinados, lo que automáticamente dio paso a las agresivas medidas alemanas contra las fuerzas armadas italianas en todos los teatros bélicos del Mediterráneo.

## Disolución de las fuerzas italianas en la península

### Incertidumbre y confusión

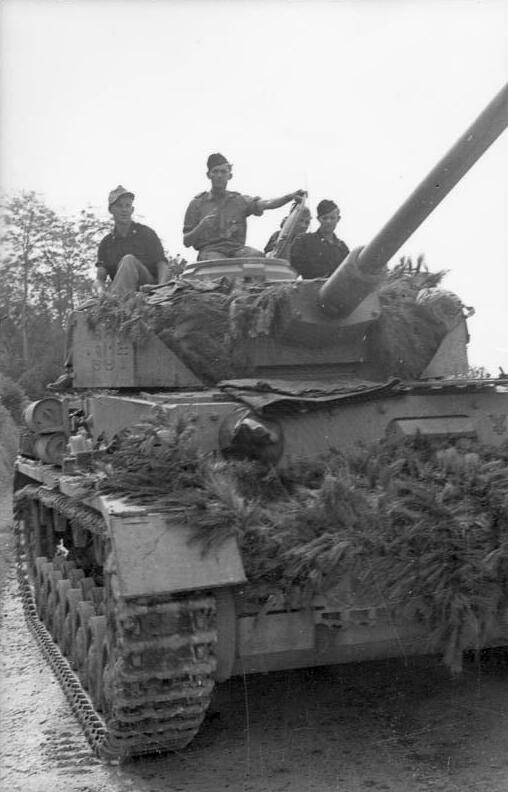
Un tanque Panzer IV alemán en Italia en el verano de 1943

En las semanas previas al armisticio del 8 de septiembre, los mandos superiores italianos habían emitido una serie de disposiciones para instruir a los comandantes y tropas sobre eñ comportamiento a tener en caso de un retiro de la guerra y de posibles agresiones alemanas. Se trataba de la orden no. 111 del estado mayor del Regio Esercito del 10 de agosto, de la Memoria OP 44 de 26 de agosto emitida en sólo doce copias por el general Roatta (por instrucción del general Ambrosio) y dirigida a los principales mandos periféricos, y del memo no. 1 y no. 2 del 6 de septiembre, enviado por el Comando Supremo a los estados mayores de las tres armas con indicaciones sobre el desplazamiento de las tropas en los distintos teatros de operaciones.
Estas directivas, genéricas, poco detalladas y casi inaplicables a causa de las excesivas medidas de secreto, se mostraron ineficaces y contribuyeron, como lo hizo de hecho la vaguedad del mensaje radial del mariscal Badoglio de la tarde del 8 de septiembre, a confundir y a dejar inseguros e indecisos a los mandos periféricos de las unidades mayores italianas ante la absoluta novedad del cambio de bando y ante la agresividad de las tropas alemanas. La situación de las fuerzas armadas italianas también se vio agravada por las disposiciones contradictorias dictadas por el general Ambrosio la tarde del 8 de septiembre, que limitaban la iniciativa a medidas defensivas en caso de ataques alemanes, y la orden del general Roatta de la noche del 9 de septiembre que sobre todo requería evitar disturbios y sediciones entre las propias tropas .
Frente a la fría eficiencia de las tropas alemanas que inmediatamente manifestaron una dura agresividad y exigieron, por medio de amenazas e intimidaciones, la rendición o la colaboración de los mandos del exaliado, los comandantes italianos, decididamente asustados por la formidable reputación bélica de la Wehrmacht , pronto abandonaron, con algunas excepciones, cualquier intención de resistencia, mientras que las tropas, sin órdenes precisas y sin guía, a menudo se desintegraron en masa.
La situación de los alemanes en Italia era en realidad difícil. Mientras que el Mariscal de Campo Rommel, comandante del Grupo de Ejércitos B, tenía la más fácil tarea de ocupar las regiones del norte y de vencer la resistencia de las fuerzas italianas presentes, el Mariscal de Campo Kesselring, comandante del Grupo de Ejércitos C, se encontró en gran dificultad el 8 de septiembre. Tras sufrir el bombardeo aéreo de su puesto de mando en Frascati, sólo por suerte logró recibir comunicación de la palabra clave "Achse" y también se enteró del inicio del desembarco masivo aliado en Salerno, defendido sólo por una parte de la 16.a División Panzer. En un primer momento, el mariscal de campo temió no poder contener a los aliados y llevar a cabo su misión contra Roma simultáneamente, como parte de la operación "Achse".
El propio OKW hipotetizó la pérdida de las ocho divisiones alemanas desplegadas en el sur de Italia. De hecho, Kesselring mostró una capacidad notable y las tropas alemanas combatieron con habilidad y eficacia. No obstante el consejo de Rommel de abandonar rápidamente el sur de Italia y replegarse hacia el norte a lo largo de la línea La Spezia-Rímini, Kesselring no solo logró evitar el aislamiento y la destrucción de sus fuerzas, sino que también puso en aprietos a la cabeza de puente aliada en Salerno, contraatacó con cierto éxito, después de haber concentrado los Panzerkorps 14° y 76° con tres divisiones acorazadas y dos divisiones Panzergrenadier, y organizó una hábil retirada al norte de Nápoles . Simultáneamente, con parte de sus fuerzas logró llevar a cabo el plan "Achse" y ocupar la capital italiana.

### Ocupación de Roma
En los alrededores de la capital, los comandos militares italianos se habían reagrupado, con el objetivo de proteger a la dirigencia político-militar y de resistir una posible intervención alemana (posiblemente en concierto con las fuerzas aliadas), un notable complejo de fuerzas centrado en el cuerpo del ejército motoblindado al mando del general Carboni, compuesto por las divisiones blindadas Ariete II y Centauro II y por las divisiones de infantería Piave y Granatieri di Sardegna. Otras fuerzas disponibles para la "defensa de Roma" eran la división de infantería de Piacenza (dependiente del 17º cuerpo del ejército, al mando del general Giovanni Zangheri), la división de infantería de Sassari y algunos batallones de las divisiones de infantería Lupi di Toscana y Re. Se trataba de cerca de 55.000 soldados con 200 vehículos blindados, fuerzas numéricamente superiores a las tropas alemanas presentes en el área.

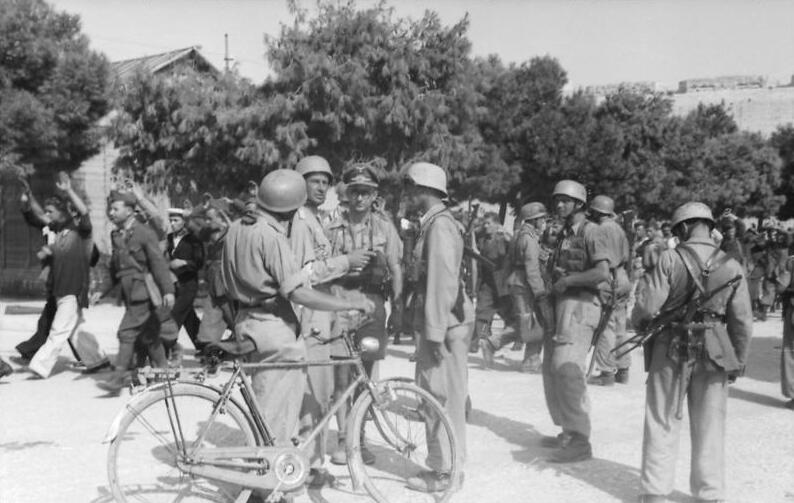
Paracaidistas alemanes en acción al sur de Roma, se puede ver prisioneros italianos en el fondo

Bajo el comando del 11° cuerpo del ejército aerotransportado del general Student situado en Pratica di Mare, las fuerzas alemanas estaban conformadas por la 2a. división de paracaidistas (transferida al mando del general Walter Barenthin), lista al sur de Roma, y por la 3a. Panzergrenadier-Division (comandada por el general Fritz-Hubert Gräser) que, reforzada por un batallón blindado de la 26.ª Panzer-Division (kampfgruppe Büsing), estaba agrupada en la zona entre Orvieto y el lago de Bolsena al norte de la capital. Las dos grandes unidades disponían de alrededor de 26.000 soldados con unos pocos cientos de vehículos blindados y fueron inmediatamente activadas por el mariscal de campo Kesselring en la noche del 8 de septiembre. El depósito de combustible de Mezzocamino fue atacado a las 8:30 pm y los paracaidistas alemanes se pusieron inmediatamente en movimiento desde el sur superando la esporádica resistencia de parte de la división de Piacenza en Lanuvio, Albano y Ardea.
Después de haber llegado al distrito del EUR a las 21:30, la 2.ª división de paracaidistas derrotó a algunas unidades de la Piacenza y de los granaderos de Cerdeña y ya a las 22:00 llegó al puente de Magliana por la vía Ostiensis. Mientras que la 3.ª Panzergrenadier-Division, que avanzaba desde el norte por las carreteras Aurelia, Cassia y Flaminia, era detenida a la altura del lago Bracciano por la barrera de la división blindada Ariete II (comandada por el general Raffaele Cadorna) y, tras algunas negociaciones, veía suspendida temporalmente la maniobra, los paracaidistas continuaron sus acciones. Estallaron violentos enfrentamientos en Magliana y los granaderos de Cerdeña, apoyados por unidades blindadas de la Ariete II, opusieron resistencia, pero a las 02:00 AM del 9 de septiembre cayó el aeropuerto de Ciampino y a las 03:00 se difundió la noticia de la llegada de los alemanes a Tor Sapienza, en la vía Prenestina, a ocho kilómetros del centro de la ciudad.

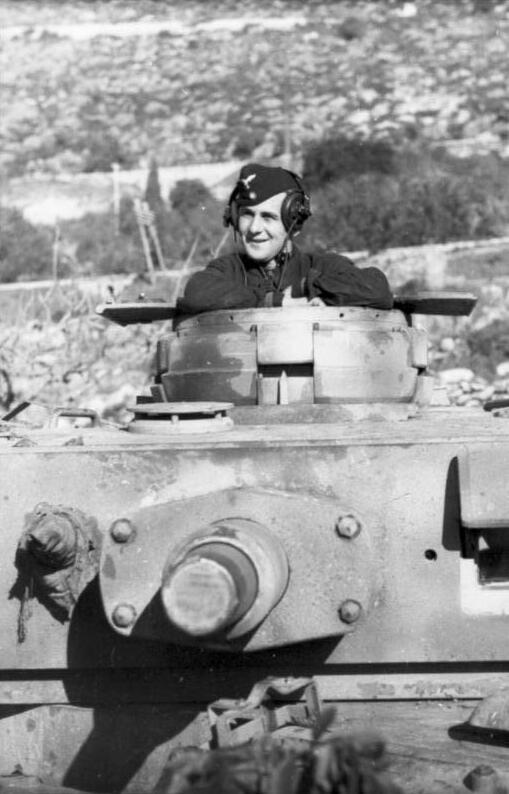
Un Panzer III N de una Panzer-Division en Italia

Durante la noche, las noticias cada vez más preocupantes empujaron a los líderes político-militares italianos a tomar la decisión, tras una serie de órdenes inciertas del general Ambrosio y de un intento suyo de entablar comunicación con Kesselring, de abandonar la ciudad. El general Roatta invitó al rey y a Badoglio a salir de Roma por la vía Tiburtina y, después de haber ordenado a sus tropas que intentaran replegarse sobre Tívoli, partió a su vez, abandonando al general Carboni sin órdenes. Este último inicialmente huyó vestido de civil en medio de la noche para después regresar a la ciudad en la mañana del 10 de septiembre cuando la situación estaba ya comprometida.El general Umberto Utili, jefe de operaciones, en la mañana del 9 de septiembre declaró formalmente disuelto el Estado Mayor y los comandos subordinados y las unidades de tropas mostraron signos de desconcierto y confusión.
Mientras tanto a las 5:10 a. m. el soberano y Badoglio, así como altos oficiales, dignatarios y sus familiares, habían salido de Roma a bordo de siete autos y, tras un viaje sin dificultades, llegaron primero a Pescara, pasando por Tívoli y Avezzano, y luego a Ortona. Numerosos oficiales que habían huido de la capital tras la realeza también se reunieron allí. En Ortona el rey, sus parientes, Badoglio, Ambrosio y Roatta se embarcaron en la corbeta Baionetta. El barco llegó a Bríndisia las 14.30 horas del 10 de septiembre, que ya había sido alcanzada por las tropas aliadas que habían desembarcado durante la operación Slapstick, sin encontrar resistencia, la 1.ª división de paracaidistas británica en Tarento y el 5° cuerpo del ejército (con dos divisiones) en Bari y Bríndisi.

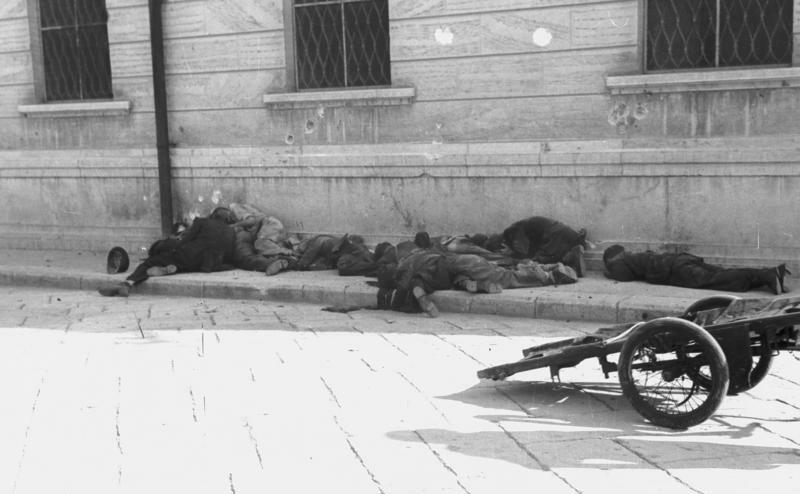
Víctimas de la masacre de Barletta, una masacre llevada a cabo por tropas alemanas el 12 de septiembre de 1943 donde 11 policías de tránsito y 2 recolectores de basura italianos perdieron la vida

Mientras tanto, las defensas de Roma se habían desintegrado de manera definitiva. Al sur, los paracaidistas alemanes afrontaron una serie de enfrentamientos esporádicos con los granaderos de Cerdeña y con las unidades de la Ariete II en Magliana y Cecchignola. A las 17:00 horas del 9 de septiembre se abandonó la Magliana y la 2.ª división de paracaidistas continuó su marcha, llegando por la noche a la vecindad de Porta San Paolo. Al norte, los vehículos blindados de la 3.ª Panzergrenadier-Division habían reanudado su avanzada y, tras combates contra el grueso de la Ariete II, los alemanes ocuparon Manziana, Monterosi (a las 14:00) y Bracciano (a las 17:00). Otras unidades alemanas de la división avanzaron hacia Civitavecchia, mientras que el grupo blindado Büsing avanzó a Cesano y La Storta.
A las 20:00, la división blindada Ariete II y la división Piave abandonaron sus posiciones y se replegaron, según las órdenes, en Tívoli, mientras las unidades de las divisiones Re y Sassari se alineaban a lo largo de las carreteras Salaria y Cassia.Mientras que los paracaidistas del mayor Walter Gericke, después de haber sido lanzados a las 09:00 de la mañana sobre Monterotondo para ocupar el cuartel general del Regio Esercito (que ya ha sido abandonado), se enzarzaban en duros combates que habrían de culminar exitosamente solo hasta el 9 de septiembre, las unidades de la 2.ª división de paracaidistas atacaron Porta San Paolo, a dos kilómetros de la Plaza Venecia, defendida por unidades de los granaderos de Cerdeña y también por grupos de voluntarios civiles. Los alemanes, casi todos veteranos, aplastaron a la resistencia tras unos duros enfrentamientos y en la mañana del 10 de septiembre llegaron al centro de la capital.

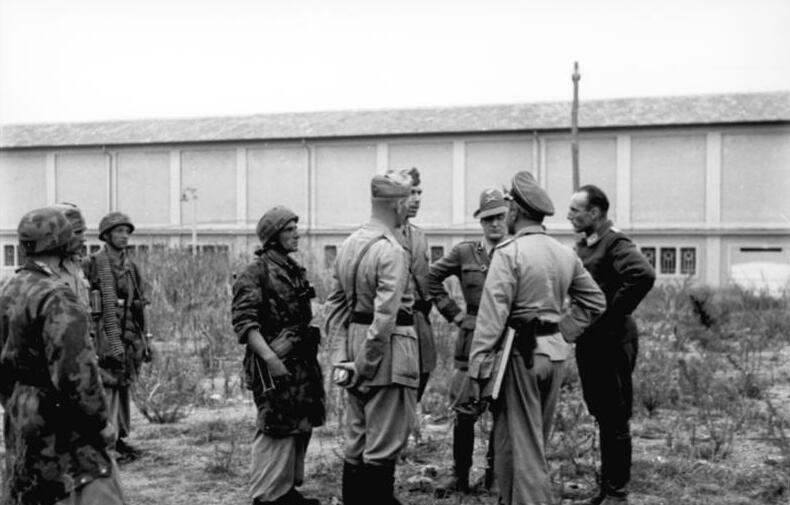
Negociaciones entre oficiales italianos y alemanes durante los combates por Roma, junto a la vía Ostiense y los antiguos mercados generales, frente a la actual sede de la Cruz Roja, que no existía en la época

En la noche del 9 de septiembre, el general Siegfrid Westphal (jefe del estado mayor del grupo de ejércitos C) ya había entrado en negociaciones, por instrucción de Kesselring y Student, con el coronel Giaccone, perteneciente a la división blindada Centauro II, la antigua división M que, considerada traicionera, había sido mantenida lejos de los combates por los mandos italianos.Con una serie de amenazas y un ultimátum, el oficial alemán logró obtener la capitulación de Roma en la tarde del 10 de septiembre,luego de discusiones entre los generales Carboni y Sorice y el mariscal Enrico Caviglia, mientras los cañones alemanes disparaban ya directamente dentro de la ciudad. El general Westphal prometió salvar la ciudad y autorizó también la constitución provisional de un comando italiano de la plaza dirigido por el general Carlo Calvi di Bergolo.
Este efímero acuerdo pronto sería anulado por los alemanes. El 15 de septiembre todos los soldados italianos fueron desarmados, el 23 de septiembre el general Calvi di Bergolo fue arrestado y las fuerzas alemanas (general Stahel) y republicanas fascistas (general Chieli) asumieron el control completo de la ciudad, mientras proclamaban mantener el estatus de "ciudad abierta".Sin embargo, tal estatus, nunca reconocido por los aliados, fue explotado sistemáticamente por los alemanes que usaron la ciudad como un centro logístico fundamental para alimentar el frente. Entretanto, las unidades del Regio Esercito replegadas en Tívoli se disolvieron. Unidades conspicuas de las divisiones Sassari, Piacenza y 211.ª costera escaparon de la captura y cruzaron las líneas aliadas, pero la mayoría de los hombres de las diez divisiones italianas presentes en el área fueron desarmados por los alemanes y enviados a casa y sólo una minoría fueron internados o deportados. Los alemanes ocuparon Roma con el costo de un centenar de muertos y cerca de 500 heridos, mientras  las fuerzas italianas, durante los fragmentarios enfrentamientos, tuvieron 659 muertos entre soldados, 121 civiles y otras 204 víctimas no identificadas.

### Desintegración de las fuerzas italianas en el sur
El mariscal de campo Kesselring, estableció el "Oberbefehlshaber Süd" (comando supremo del sur) dentro del súper búnker del monte Soratte y se comprometió enérgicamente a evitar el aislamiento de sus fuerzas y a contener el ataque aliado lanzado en tres puntos diferentes (Salerno, Calabria y Puglia), y pudo igualmente controlar la situación y llevar a cabo las tareas previstas en el plan "Achse". Logró disolver rápidamente las fuerzas italianas presentes en su sector, ocupar la capital y desvincular las unidades móviles para enviarlas al sur contra los anglosajones (la 3.ª Panzergrenadier-Division, que regresaba de Roma, marchó sobre Salerno el 12 de septiembre), pero tuvo que limitarse a desarmar sumariamente a la mayoría de los soldados capturados, enviándolos de regreso a sus hogares. En consecuencia, de los 102.340 soldados italianos que cayeron prisioneros por el Grupo de Ejércitos C, solo 24.294 fueron detenidos y luego internados.

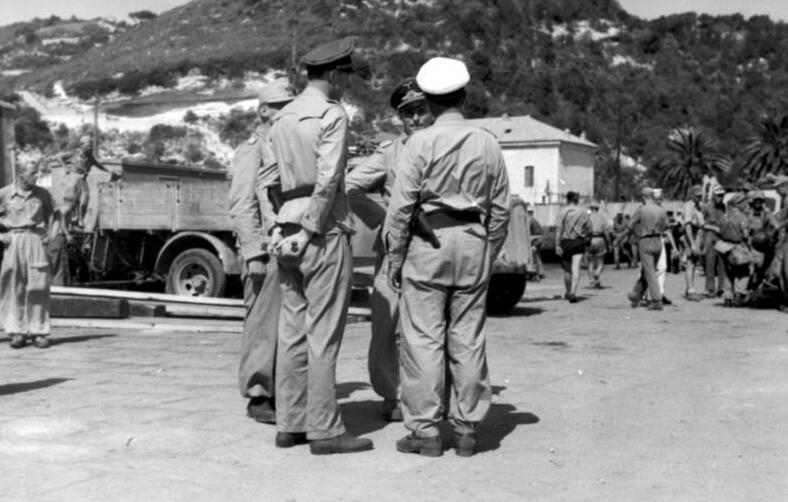
Oficiales de la Wehrmacht entrevistados durante las operaciones en Cerdeña (embarque para Córcega en Palau)

En Campania, las fuerzas italianas eran débiles y fueron rápidamente abrumadas por los alemanes. La guarnición de Nápoles, después de dos días de resistencia, fue dispersada por una columna blindada alemana y su comandante, el coronel Oliveri, fue fusilado, pero la ciudad permanecerá pocos días en manos alemanas, al ser liberada a final de mes. El XIX cuerpo del ejército se disolvió el 11 de septiembre después de que su comandante, el general Del Tetto, abandonara su puesto de mando para refugiarse en un convento. La división Pasubio, en fase de reconstitución en la zona napolitana, fue inmediatamente desarmada, mientras que en la zona de Salerno la 222a. división costera fue atacada y dispersada por la 16.ª división panzer, y su comandante general Ferrante Vincenzo Gonzaga murió.
El 7º ejército italiano se desplegó, bajo las órdenes del general Mario Arisio, en Calabria, Basilicata y Puglia, en las que las tropas alemanas eran escasas y estaban en camino a ser transferidas hacia el norte. El 9 de septiembre, el cuartel general del ejército en Potenza fue atacado por sorpresa y conquistado por los alemanes. Con todo, la debilidad de las fuerzas alemanas y la rápida intervención de las tropas aliadas favorecieron a las unidades italianas, que en su mayoría mantuvieron la cohesión. El 9º cuerpo del Ejército (al mando del general Roberto Lerici) defendió el centro norte de Puglia con todo y el colapso de la 209.ª división costera. El general Nicola Bellomo obtuvo un éxito relevante defendiendo el puerto de Bari hasta la llegada de los angloamericanos, mientras que más al sur, el 51.er cuerpo del ejército comandado por el general De Stefanis mantuvo las posiciones entre Grottaglie y Lecce con las divisiones Legnano, Piceno y la 210.ª costera. Más difícil fue la situación del 31.er cuerpo del ejército al mando del general Mercalli que, junto con tres divisiones costeras y la división Mantua, estaba desplegado en Calabria. Atacados por los alemanes del 76° Panzerkorps, sufrieron pérdidas, mientras que una parte del 185° regimiento de paracaidistas decidió desertar y se unió a la 1ª División de paracaidistas alemana.

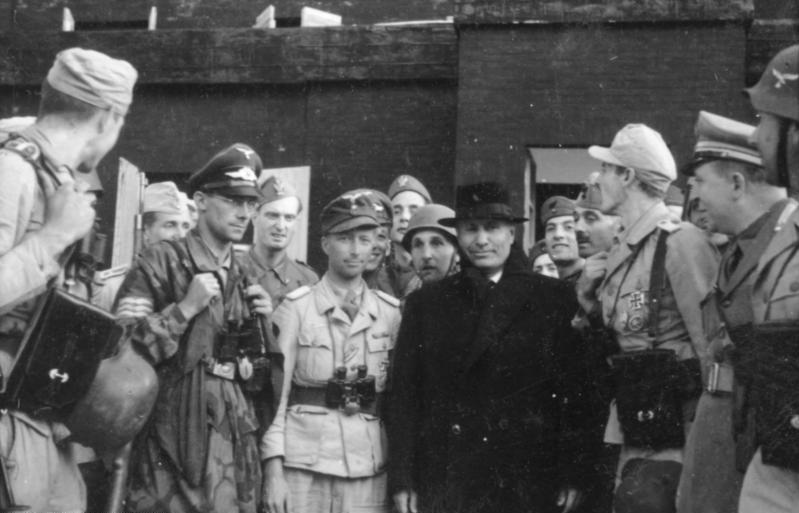
Benito Mussolini junto a sus libertadores, los paracaidistas alemanes al mando del mayor Harald-Otto Mors, el oficial a la derecha del Duce en la foto.

En Cerdeña, el general Frido von Senger und Etterlin, comandante alemán en este lugar, recibió órdenes del mariscal de campo Kesselring de replegarse a Córcega con la 90.ª Panzergrenadier-Division. La maniobra tuvo un éxito completo: las conspicuas fuerzas italianas comandadas por el general Antonio Basso, compuestas por las divisiones Nembo, Bari, Calabria y Saboya y las divisiones costeras 203, 204 y 205, no entraron en acción sino hasta el 12 de septiembre y, en tanto no tenían gran movilidad, debido a acuerdos realizados previamente no obstaculizaron la maniobra de replegamiento de las tropas mecanizadas alemanas que pasaron por Córcega el 18 de septiembre con pocos heridos en una escaramuza cerca de Oristano.Un batallón de la división de paracaidistas Nembo decidió desertar y se pasó al lado de los alemanes.
En Córcega, después de fases confusas y negociaciones infructuosas, el general Giovanni Magli, comandante del 7° cuerpo del ejército compuesto por las divisiones de Cremona y Friuli, atacó a los alemanes de la brigada Waffen-SS "Reichführer-SS", mientras que algunas unidades francesas llegaron a Ajaccio el 12 de septiembre. El 13 de septiembre, tras la llegada de la 90.ª Panzergrenadier-Division proveniente de Cerdeña, Bastia cayó en manos alemanas, pero en ese momento el comando supremo de la Wehrmacht dio órdenes al general von Senger de abandonar la isla y replegarse a Piombino. Los alemanes lograron evacuar Córcega el 4 de octubre, no obstante los ataques de los italianos y las fuerzas francesas en aumento de la 4ª División marroquí de montaña.
El 12 de septiembre, una unidad de paracaidistas al comando del mayor Harald-Otto Mors, con la participación del oficial de Otto Skorzeny de las SS, que habían llevado a cabo la difícil misión de identificar las varias prisiones a las que Mussolini había sido trasladado de tanto en tanto, llevó a término brillantemente la liberación del Duce del campo imperatore en el Gran Sasso (operación "Eiche"), premisa indispensable para la constitución de un nuevo gobierno fascista colaboracionista como el que auspiciaba Hitler.

### Dispersión de las fuerzas italianas en el norte y centro
La situación estratégica sobre el terreno en el centro-norte de Italia era mucho más favorable para las tropas alemanas que el sur de la península. Las unidades del grupo de ejércitos B al mando del mariscal de campo Rommel eran numerosas, alejadas de posibles interferencias aliadas, y estaban desplegadas de manera tal que estuvieran listas a intervenir contra las unidades italianas que estaban mucho menos preparadas y además carecían de órdenes precisas.Adicionalmente, el comportamiento de muchos de los oficiales comandantes favoreció aún más el éxito del plan "Achse": los mandos superiores locales italianos, preocupados especialmente por evitar disturbios, destrucción y rebeliones populares, se rehusaron a recibir el concurso de los civiles en la resistencia contra los alemanes, y en ocasiones disolvieron de manera autónoma sus propias unidades y entablaron negociaciones con sus antiguos aliados alemanes para favorecer una transferencia pacífica del poder. Incluso la dirigencia civil de las grandes ciudades cumplió con las disposiciones del jefe de la policía Carmine Senise, dirigidas a evitar disturbios, y se pusieron en contacto con las autoridades alemanas, tratando de colaborar.

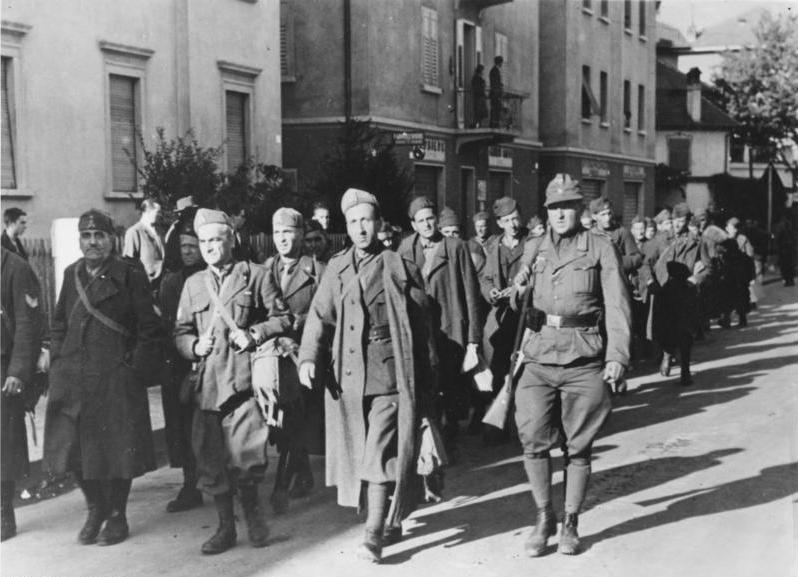
Soldados italianos capturados en Bolzano

En estas circunstancias, el mariscal de campo Rommel llevó a cabo su tarea de manera veloz y eficaz, mientras que gran parte de las unidades italianas se disgregaron rápidamente, ofreciendo escasa resistencia. Las disposiciones sobre el internamiento de los militares fueron cumplidas de manera estricta por el Grupo de ejércitos B, 13.000 oficiales fueron capturados y 402.000 soldados, de los cuales 183.300 fueron trasladados a Alemania el 20 de septiembre. .
En Piamonte, los alemanes neutralizaron rápidamente las unidades italianas presentes. En Turín, donde el general Enrico Adami Rossi se rehusó a armar a los civiles y entró en negociaciones, y en Novara, donde el general Cosentino entregó como prisioneros a todos sus mandos, los comandantes superiores no opusieron resistencia alguna, entregaron de inmediato sus armas y se rindieron junto con sus propias unidades disueltas. Las unidades blindadas alemanas entraron de manera amenazante en Turín y el general Adami Rossi se rindió de inmediato.
En Liguria, el 11 de septiembre, las tropas alemanas del 87.º Cuerpo del ejército (76.ª  y 94.ª  divisiones de infantería) y el 51.er Cuerpo del ejército (65.ª y 305ª  divisiones de infantería) ocuparon todas las posiciones, el 16º Cuerpo del ejército italiano, con las divisiones Rovigo y Alpi Graie, se disolvió y los alemanes entraron al puerto de La Spezia, desde donde ya habían zarpado los barcos principales de la flota italiana.
Entre Emilia y la Baja Lombardía, las unidades de la 1ª SS-Panzer-Division "Leibstandarte SS Adolf Hitler" se trasladaron a la medianoche del 8 de septiembre en dirección a las ciudades de Parma, Cremona, Reggio Emilia, Plasencia y Módena, donde superaron con facilidad la esporádica resistencia de algunas unidades italianas.
En Milán, el comandante de la plaza, general Vittorio Ruggero, vaciló durante 48 horas antes de concluir un acuerdo con un coronel alemán de la 1ª SS-Panzer-Division. El 10 de septiembre, el alto oficial italiano desintegró la división Cosseria prácticamente sin combatir, división que estaba en proceso de ser reconstituida tras las altísimas pérdidas sufridas en Rusia. Al día siguiente, sin embargo, las unidades alemanas de las Waffen-SS rompieron el acuerdo, ocuparon Milán y arrestaron a Ruggero, que fue deportado a Alemania junto con sus soldados. Tras una breve resistencia, la guarnición de Verona y su comandante, el general Guglielmo Orengo, fueron igualmente desarmados y deportados por las fuerzas alemanas.
Las unidades italianas también fueron disueltas rápidamente en Trentino-Alto Adigio, a pesar de la construcción del muro alpino en Alto Adigio. El 9 de septiembre, las dos divisiones alpinas del 35° Cuerpo del ejército al mando del general Alessandro Gloria (divisiones en reconstitución de Cuneense y Tridentina) fueron atacadas súbitamente y desarmadas por la 44.ª División de infantería alemana, que ya estaba en posición al sur de Brennero, y por la brigada Doelha. Solo en Rovereto algunas unidades opusieron resistencia hasta la mañana del 10 de septiembre antes de entregar las armas.En Emilia, el 2° Panzerkorps-SS al mando del general Paul Hausser no tuvo dificultad en ocupar el territorio y derrotar a las débiles unidades italianas presentes: la 24ª Panzer-Division y la "Leibstandarte Adolf Hitler" entraron rápidamente a Módena y Bolonia. La 3ª División Celere, reconstituida en esta región, fue desarmada y sus soldados capturados.
La tarea de la 71.ª División de infantería alemana para ocupar Friul y Venecia Julia fue más difícil. Mientras las divisiones en reorganización Julia y Sforzesca fueron desarmadas, la división de Turín opuso resistencia en Gorizia, donde también se formaron los primeros grupos de combate de obreros. Además, las formaciones partisanas eslovenas irrumpieron en esta región e iniciaron una sangrienta venganza en contra de la población civil italiana.Solo a finales de septiembre la 71.ª división alemana, con el apoyo de soldados colaboracionistas italianos que pasaron a formar parte del nuevo fascismo republicano, recuperó el control de la situación, repelió a los partisanos eslavos y ocupó todo el territorio. En Trieste, el general Alberto Ferrero, después de conversaciones infructuosas con políticos antifascistas, entabló negociaciones con los alemanes y después abandonó la ciudad, mientras noventa mil soldados italianos en la región se rindieron sin luchar  .
En Italia central, al norte de Roma, el 5° ejército italiano al mando del general Mario Caracciolo di Feroleto, con sede en Orte, fue disuelto el 11 de septiembre, sus soldados desarmados e internados. También la división de infantería Ravenna, con base en Grosseto, así como las formaciones costeras del Tirreno alto se desintegraron, y los alemanes entraron en las ciudades. Livorno estaba ocupada ya para el 10 de septiembre. En Florencia, el general Chiappa Armellini dejó entrar a los alemanes de inmediato, mientras que en Arezzo el coronel Chiari y en Massa el coronel Laurei se rindieron a los antiguos aliados sin ofrecer resistencia alguna.
El Grupo de Ejércitos B completó su misión el 19 de septiembre, ocupando todo el centro-norte de Italia, desarmando y capturando a gran parte de los soldados italianos y confiscando un notable botín material consistente en 236 vehículos blindados, 1,138 cañones de campaña, 536 cañones antitanque, 797 cañones antiaéreos, 5,926 ametralladoras y 386,000 fusiles. También fueron capturados 43,000 soldados aliados que fueron mantenidos como prisioneros en Italia. Asimismo, el mariscal de campo Rommel organizó rápidamente el transporte a Alemania de los soldados italianos capturados, que fueron enviados a través del Brennero en parte en tren y en parte a pie.

## Disolución de las fuerzas italianas en el exterior

### Desintegración de las fuerzas italianas en Francia y los Balcanes

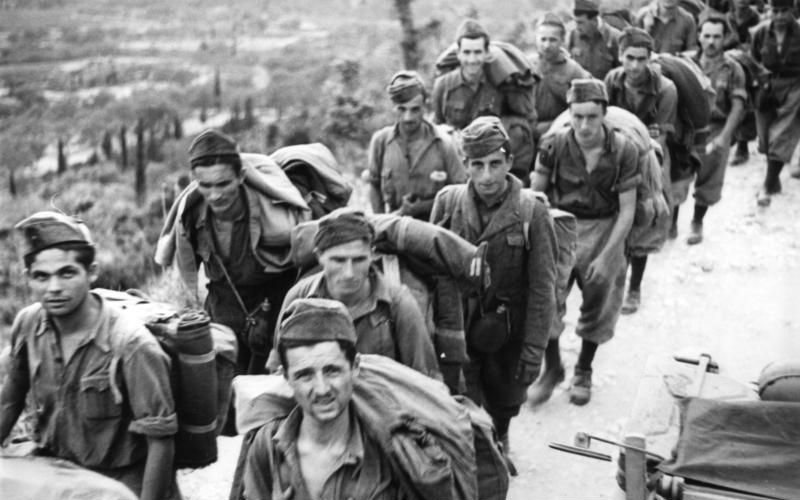
Prisioneros italianos capturados en Corfú

En Provenza, el IV Ejército italiano al mando del general Mario Vercellino, compuesto por 60,000 soldados de las divisiones Pusteria, Taro y 2ª Celere "Emanuele Filiberto", estaba ya de regreso a Italia en el momento de la noticia del armisticio. El pánico cundió inmediatamente entre las tropas, los rumores sobre la agresividad de las tropas alemanas y sobre las medidas draconianas tomadas por los antiguos aliados favoreciendo la desmoralización y la disolución de las varias unidades en reflujo hacia la frontera . El ejército, entonces, disperso entre Francia, Piamonte y Liguria, se desintegró en apenas tres días entre el 9 y el 11 de septiembre bajo la presión convergente de las fuerzas alemanas al mando del mariscal de campo Gerd von Rundstedt en Provenza y las que estaban al mando del mariscal de campo Rommel en Italia.
Aprovechando la disolución de las unidades italianas, los alemanes ocuparon rápidamente todas las posiciones: en Provenza las divisiones de infantería 356 y 715 entraron en Tolón y alcanzaron el río Var, mientras que la División Panzergrenadier Feldherrnhalle se instaló en la riviera hasta Menton. El paso del Mont Cenis, defendido en un primer momento por los italianos, fue atacado con una maniobra de pinza desde Francia (unidades de las divisiones de infantería 715 y 157) y Piamonte (unidades de la Leibstandarte Adolf Hitler, provenientes de Turín). Los soldados italianos se rindieron tras volar una parte del túnel del Fréjus. La mayoría de los soldados del IV Ejército rompió filas e intentaron regresar a sus casas, algunos decidiendo permanecer junto a los alemanes, mientras que núcleos conspicuos optaron por oponerse a las tropas de ocupación y subieron a las montañas formando, junto a grupos de civiles antifascistas, los primeros grupos de la resistencia partisana en Piamonte. El general Vercellino decidió finalmente, el 12 de septiembre, la disolución formal , mientras el general Operti protegía el tesoro del ejército que luego se utilizaría en parte para financiar la resistencia.
Las fuerzas italianas desplegadas en los Balcanes (Eslovenia, Dalmacia, Croacia, Bosnia y Herzegovina, Montenegro, Albania y Grecia) eran muy numerosas (más de 30 divisiones con unos 500,000 soldados) y habían participado durante más de dos años en una agotadora guerra de guerrillas contra las formaciones partisanas yugoslavas y griegas. Las unidades se reagruparon en el 2º Ejército (general Robotti) en Eslovenia y Dalmacia, en el 9º Ejército (general Dalmazzo) en Albania, que dependía, junto con las tropas desplegadas en Bosnia y Montenegro, del Grupo de Ejércitos "Este" al mando del General Ezio Rosi, y en el XI Ejército (general Vecchierelli) en Grecia, que dependía en cambio del Grupo de Ejércitos E alemán al mando del general Alexander Löhr.
Los soldados italianos estaban extenuados por la dureza de la lucha antipartisana, salpicada de violencia, represalias y represiones, y se encontraron aislados en un territorio hostil entremezclados con las numerosas divisiones alemanas (más de 20 divisiones del Grupo de Ejércitos F al mando del mariscal de campo von Weichs y del Grupo de Ejércitos E al mando del general Löhr) y con unidades colaboracionistas y nacionalistas croatas que el 9 de septiembre rompieron inmediatamente los lazos con Italia y se unieron a Alemania en la lucha contra los antiguos aliados. Privados de comunicación terrestre con la madre patria, recibiendo órdenes confusas o reticentes, las unidades se desintegraron rápidamente y los soldados fueron desarmados, capturados y deportados al Reich en gran número. Con todo, los soldados italianos, sin posibilidad de dispersarse en el territorio nacional o de regresar a sus casas, lucharon con mayor determinación y sufrieron graves bajas y sangrientas represalias a mano de las unidades alemanas.
Algunas unidades escaparon del enemigo y se unieron a las formaciones partisanas eslavas o griegas, participando en la subsiguiente lucha de liberación. Además, las poblaciones solían ser amistosas y ayudaron a las unidades disueltas. En conjunto, sin embargo, las fuerzas alemanas, menos numerosas pero más móviles, con mayor determinación y bien comandadas, con total superioridad aérea, rápidamente prevalecieron, aplastando brutalmente a la resistencia recurriendo a fusilamientos masivos de oficiales y ocupando todas las regiones de los Balcanes capturando 393,000 soldados italianos que fueron deportados. Unos 29,000 hombres se unieron a los alemanes, 20,000 ingresaron a las formaciones partisanas, mientras que otros 57,000 soldados se dispersaron por el territorio intentando sobrevivir.
Los tres cuerpos del 2° Ejército (5°, 11° y 18°) en Eslovenia, Croacia y Dalmacia fueron atacados por dos divisiones croatas y tres divisiones alemanas: el general Gastone Gambara, comandante del 11° Cuerpo, entabló negociaciones en Fiume y el 14 de septiembre abandonó sus tropas, que fueron capturadas. También Pula fue entregada sin resistencia. El 11 de septiembre llegaron órdenes a las divisiones de Dalmacia de evitar la lucha con la falaz esperanza de una repatriación pacífica, pero las unidades subordinadas se rehusaron y empezaron combates con los alemanes. Las divisiones Cacciatori delle Alpi, Macerata e Isonzo se desintegraron, mientras que las de Murge y Lombardía se defendieron en Susak y Karlovac. La división Zara capituló el 10 de septiembre y los comandantes fueron deportados, mientras que en Split la división Bérgamo llegó a un acuerdo con los partisanos eslavos y defendió la ciudad hasta el 27 de septiembre contra la 7.ª SS-Gebirgs-Division Prinz Eugen proveniente de Mostar. Tras la rendición, tres generales italianos y 46 oficiales fueron fusilados por los alemanes. En Dalmacia también se desintegró la 1.ª División Rápida Eugenio di Savoia.

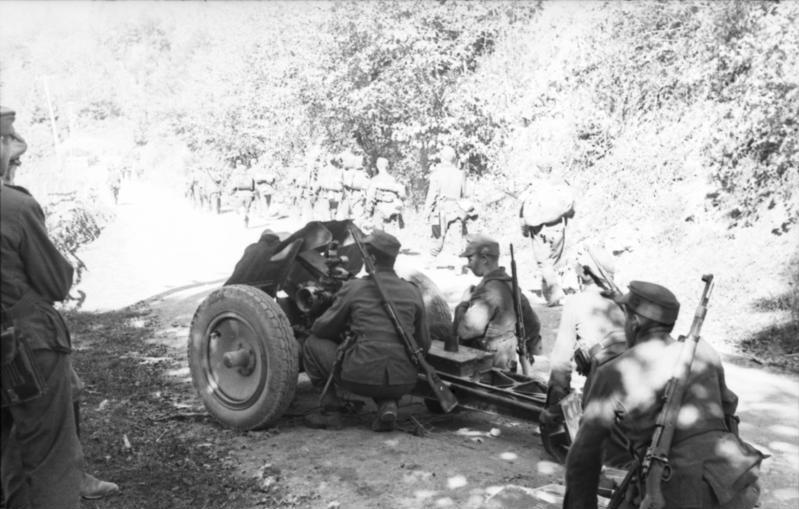
Tropas de montaña alemanas en acción en Albania en septiembre de 1943

En Albania se desplegaron las seis divisiones del 9º ejército al mando del general Dalmazzo; en Tirana también estuvo presente el cuartel general del Grupo de Ejércitos "Este" al mando del general Rosi. Al carecer de directivas precisas, los comandantes italianos demostraron incertidumbre y escasa voluntad de combate; por el contrario, los alemanes, unidades del comando superior "Kroazia" con dos divisiones de cazadores, una división de montaña y la 1. Panzer-Division, entraron en acción rápidamente y con gran agresividad. En la mañana del 11 de septiembre, el comando del Grupo de Ejércitos "Este" fue rodeado y el general Rosi y sus oficiales fueron capturados de inmediato, mientras que el general Dalmazzo no reaccionó al ataque alemán ni emitió directivas de resistencia y entabló negociaciones con los alemanes, acelerando el colapso de sus fuerzas.
Las divisiones Parma, Arezzo, Puglie y Brenner (cuyo comandante general Princivalle mantuvo un comportamiento ambiguo) entregaron las armas y se desintegraron (la mayoría de la división de Brenner logró reembarcarse a Italia, mientras que gran parte de los hombres de la división Arezzo se unieron las fuerzas partisanas locales), mientras que tan solo la divisiónFlorencia al mando del general Arnaldo Azzi, que se enfrentó a la batalla y fue derrotada por los alemanes en Kruja (sus hombres se unieron posteriormente a las formaciones partisanas griegas y yugoslavas), y la división Perugia al mando del general Ernesto Chiminello, que erró por las montañas albanesas enfrentándose en varias ocasiones con los alemanes antes de rendirse el 22 de septiembre (una pequeña porción de sus hombres había antes abordado barcos hacia Italia, mientras que otros se unieron a los partisanos) y sufrió represalias enemigas (el general Chiminello fue fusilado junto con 130 oficiales), prolongaron la resistencia e intentaron oponerse a los alemanes. Más de 15,000 supervivientes hallaron refugio entre la población, mientras que el 21º Cuerpo del Ejército Alemán de Montaña se instaló en Tirana el 10 de septiembre. En total, cerca de 90,000 soldados italianos fueron capturados en Albania, mientras que 45,000 escaparon de la captura y se dispersaron por todo el país; parte de estos fueron acogidos por familias locales a cambio de trabajo como jornaleros, mientras que muchos otros murieron de hambre y penurias (documentos británicos estiman que en el invierno de 1943-1944 la tasa de mortalidad entre los soldados italianos en Albania fue de unas cien víctimas por día).
En Bosnia-Herzegovina la división Messina resistió por cuatro días, mientras que la división Marche intentó defender Ragusa, pero los alemanes acabaron aplastando la resistencia y los comandantes generales italianos fueron deportados o fusilados. En Montenegro, mientras la división Ferrara se desintegraba, la Emilia defendía la bahía de las Bocas de Kotor hasta el 16 de septiembre antes de verse obligada a rendirse. En cambio los soldados de las divisiones Venecia y Taurinense decidieron unirse a los partidarios de Tito y establecer la división partisana Garibaldi que continuó combatiendo contra los alemanes hasta marzo de 1945, no obstante algunas dificultades y violentos malentendidos con los eslavos.
Finalmente, también en la Grecia continental las incertidumbres y el ambiguo comportamiento de los oficiales superiores italianos favorecieron el rápido éxito de los alemanes. En esta región las fuerzas italianas, reagrupadas en el XI Ejército con mando en Atenas, dependían del Grupo de Ejércitos E al mando del general Löhr, que tenía unidades inferiores pero plenamente eficientes (tres divisiones de cazadores, parte de la 1. Panzer-Division y una división de campo de la Luftwaffe). El general Carlo Vecchiarelli, comandante del XI Ejército, tras haber emitido una primera orden en la que prescribía no tomar iniciativas contra los antiguos aliados, emitió una segunda el 9 de septiembre en la que, creyendo en las garantías de salvoconducto para regresar a Italia, se dispuso a evitar cualquier resistencia y entregar las armas a los alemanes sin luchar.
En consecuencia, la mayor parte de las formaciones se desintegraron: las divisiones Forlì, Casale, Cagliari, Modena y Piamonte fueron fácilmente desintegradas y sus soldados capturados, esperando su internamiento en Alemania. Solo la 24ª División de Infantería "Pinerolo", desplegada en Tesalia, rechazó las órdenes del general Vecchiarelli. El general Infante, tras haber combatido en Larisa, se replegó hacia el macizo de Pindo donde intentó obtener la colaboración de los partisanos griegos del EAM y el ELAS. Tras un acuerdo inicial, los partisanos griegos atacaron a los italianos para apoderarse de las armas y, mientras el general Infante lograba repatriarse, una parte de los soldados se dispersó entre la población civil y otra parte se rindió a los alemanes.

### Eventos en las Islas Jónicas y en el Dodecaneso

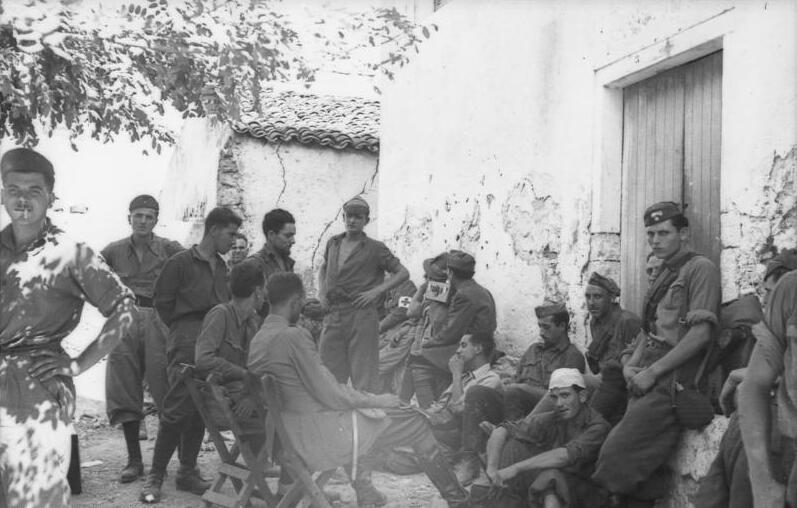
Soldados italianos prisioneros de los alemanes en Corfú

Los mandos alemanes consideraban de gran importancia mantener la posesión de las islas Jónicas y el Dodecaneso, ocupadas por numerosas unidades italianas y consideradas de gran relevancia estratégica como bastión periférico aéreo-naval contra posibles amenazas aliadas al frente balcánico. Los alemanes emprendieron entonces una serie de operaciones sucesivas contra las islas más importantes, concentrando considerables fuerzas terrestres y aéreas. Estas operaciones provocaron algunos enfrentamientos armados sangrientos contra las guarniciones italianas así como episodios trágicos de violencia y represión; los soldados italianos de hecho intentaron oponer resistencia gracias a su superioridad numérica, el aislamiento geográfico de las islas y la asistencia de las fuerzas aliadas.
En realidad, los aliados, no obstante la insistencia del primer ministro británico Churchill en una vigorosa intervención angloamericana en las islas para apoyar a las guarniciones italianas y obtener valiosas bases aéreas y marítimas para un ataque enérgico contra el frente meridional de los Balcanes de la "Fortaleza Europa", solo comprometieron débiles contingentes con escaso apoyo aéreo y, por tanto, fueron incapaces de cambiar el curso de los acontecimientos, que se desarrollaron gradualmente a favor de la Wehrmacht.
En Creta, la división Siena fue neutralizada y desintegrada de inmediato por las fuerzas alemanas presentes en la isla (la brigada de fortaleza Kreta y la excelente 22a. División de Infantería de Ataque Aéreo, formación de veteranos de las batallas de los Países Bajos y de Sebastopol); una parte de los soldados italianos se unió a los antiguos aliados alemanes mientras la mayor parte de los hombres fueron encarcelados y luego llevados por mar al continente, en cuyo curso muchos transportes se hundieron y hubo dolorosas pérdidas. La isla de Rodas cayó también rápidamente en manos alemanas: el gobernador del Dodecaneso, el almirante Inigo Campioni, a pesar de la superioridad numérica de sus fuerzas (divisiones Regina y Cuneo con 34,000 hombres) frente a la división alemana Rhodos al mando del general Kleeman (7,000 soldados), desmoralizado por las amenazas alemanas de bombardeos masivos, se rindió ya el 12 de septiembre; el 13 de septiembre los alemanes ocuparon también Kárpatos.
En cambio, unidades británicas desembarcaron en Leros y Cos, donde se añadieron a las tropas italianas para contrarrestar la intervención armada de las unidades alemanas de la 22.a División de ataque aéreo, mas, debido a la mediocre coordinación, a la mayor eficiencia alemana y a la clara superioridad aérea de la Luftwaffe, el combate terminó con la victoria de la Wehrmacht y la conquista de las islas. Cos cayó el 4 de octubre, los alemanes capturaron a 600 soldados británicos y 2,500 italianos y fusilaron a un centenar de oficiales; en Leros, guarnecida por 7,600 soldados y marinos italianos, se produjeron los enfrentamientos más duros tras la intervención de un contingente británico de unos 4,500 hombres. El 12 de noviembre, 2,700 soldados alemanes intervinieron en la isla por mar y con acciones aerotransportadas y, a pesar de la inferioridad numérica, tenían la ventaja el 16 de noviembre. Británicos e italianos se rindieron y el comandante de la isla, el almirante Luigi Mascherpa, fue juzgado por traición y fusilado junto con el almirante Campioni por las autoridades de Salò.

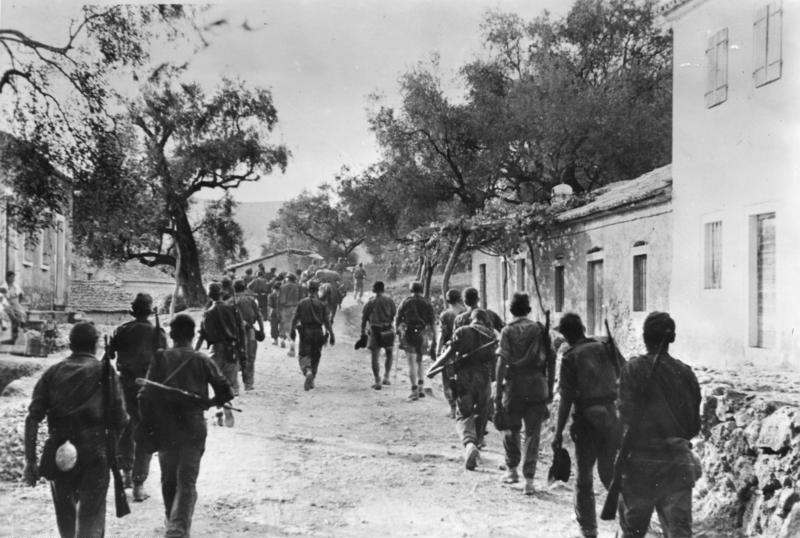
Tropas alemanas marchando durante los combates contra las fuerzas italianas en Corfú

Los hechos más trágicos ocurrieron en las dos islas jónicas de Corfú y Cefalonia, consideradas de importancia decisiva por el mando alemán para proteger las costas balcánicas de posibles desembarcos aliados. La fuerte guarnición italiana, conformada por la división Acqui 11,500 soldados bajo el mando del general Antonio Gandin, no emprendió iniciativas inicialmente contra el débil contingente alemán de apenas 2,000 soldados de las tropas de montaña bajo el mando del teniente coronel Hans Barge, y esperaba órdenes precisas. El 11 de septiembre los alemanes presentaron un ultimátum exigiendo la rendición, pero, tras las protestas y el descontento entre las tropas, decidieron oponerse a los alemanes, y tras la clara directiva del 14 de septiembre, proveniente de la autoridad superior de Brindisi, de atacar a los antiguos aliados, el general Gandin, que en un primer momento decidió deponer las armas, rechazó el ultimátum y tomó la iniciativa de afrontar la batalla.
El 15 de septiembre los alemanes intervinieron con fuerza tras el desembarco de cinco batallones de tropas de montaña de la 1a. Gebirgs-Division Edelweiss comanda por el general Hubert Lanz, apoyados por cañones autopropulsados, repeliendo el ataque italiano. Tras una serie de encarnizados combates, los alemanes pasaron a la ofensiva el 21 de septiembre y obligaron a los italianos a rendirse a las 11:00 del 22 de septiembre, mientras que Corfú, defendida por las tropas del coronel Luigi Lusignani, se rindió el 25 de septiembre. Tras la rendición de la división Acqui, los alemanes desataron una cruel represalia y fusilaron al general Gandin, cerca de 400 oficiales y entre 4,000 y 5,000 soldados;  la división Acqui, que había sufrido cerca de 1,300 bajas en los enfrentamientos del 15 al 22 de septiembre, fue totalmente destruida, otros 1,350 soldados, sobrevivientes de las ejecuciones, perecieron en naufragios durante el transporte por vía marítima al continente.

## La flota italiana escapa a la captura

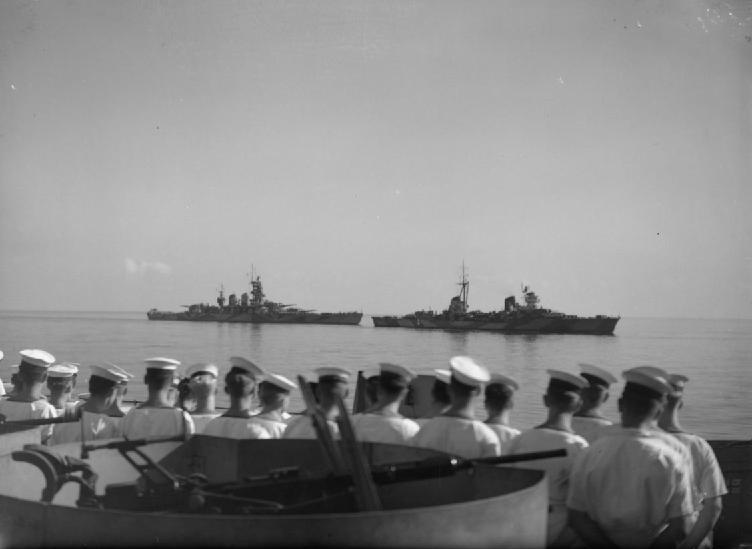
La escuadra naval italiana se entrega frente a la costa norteafricana: un crucero y un acorazado clase Littorio pasan bajo la mirada de los marineros del acorazado británico

Las potencias anglosajonas, siempre muy sensibles al equilibrio naval y al control de las rutas de abastecimiento marítimo, solicitaron expresamente en las cláusulas de armisticio la rendición de la flota italiana. La desaparición de los grandes buques de línea de la Regia Marina habría permitido reducir el tamaño de las escuadras de combate aliadas desplegadas en el Mediterráneo. También en los asuntos de la marina, el mando italiano dio pruebas de su escasa capacidad: el Jefe de Estado Mayor, el almirante Raffaele de Courten, informado con antelación sobre el armisticio, se mantuvo indeciso hasta la noche del 8 de septiembre sobre si obedecer y entregar la flota u ordenar el auto-hundimiento. Además, De Courten mantuvo en la oscuridad al comandante del escuadrón tirreno (con los modernos acorazados anclados en La Spezia), el almirante Carlo Bergamini, hasta la noche del 8 de septiembre; solo en aquel momento ordenó a su desconcertado subordinado zarpar con sus barcos para dirigirse inicialmente a La Maddalena.
Además, poco después el almirante De Courten se unió a la huida del rey y de Badoglio a Brindisi y no ejerció más la función de mando, dejando en Roma al segundo al mando del estado mayor, Luigi Sansonetti, quien, a pesar de la precaria situación en la que se encontraba, consiguió mantener el contacto por radio con los barcos que se dirigían a los puertos aliados hasta el 12 de septiembre, día en el que devolvió el mando a De Courten. El almirante Bergamini, tras una reunión para convencer a sus renuentes oficiales sobre la necesidad de obedecer, zarpó de La Spezia apenas a las 03:00 horas del 9 de septiembre con la consecuencia de que los barcos italianos fueron identificados a plena luz del día y atacados a las 14:00 horas por aviones alemanes que, utilizando nuevas bombas radioguiadas, provocaron el trágico hundimiento del acorazado Roma con Bergamini a bordo, quien murió en el naufragio junto con 1,253 marineros.
Tras este trágico evento, la flota finalmente prosiguió hacia Malta para entregarse a los aliados pero durante el trayecto, la aviación alemana dañó el acorazado Italia, y los destructores Impetuoso y Pegaso se auto-hundieron frente a las costas de Mallorca. A causa de una serie de órdenes tardías y confusas, también se perdieron los destructores Da Noli (volado en aguas minadas) y Vivaldi (alcanzado por aviones alemanes) mientras, después de partir inicialmente hacia Civitavecchia con la misión de transportar al rey y a los dirigentes político-militares a Cerdeña, intentaban reunirse con el grueso de la flota. La flota que partió de La Spezia llegó a aguas maltesas el 10 de septiembre, donde ya habían confluido los barcos de la base naval de Taranto.
En general, entre los oficiales y marineros de la Royal Navy había una gran decepción por la orden de rendirse a los aliados y, si bien se mantuvo la disciplina, no faltaron insubordinaciones, intentos de evitar la rendición y casos de amotinamiento, como el breve episodio del acorazado Giulio Cesare en Pula. En total, según documentos británicos, el 21 de septiembre llegaron a Malta y se entregaron a los aliados 133 barcos (básicamente todas las unidades importantes y eficientes), mientras que cerca de un centenar (en su mayoría barcos delgados, menores o ineficientes) cayeron en manos alemanas en los puertos, y 39 unidades fueron auto-hundidas, en la mayoría de los casos para evitar que cayeran en manos de los antiguos aliados. A pesar de las limitadas fuerzas disponibles, las unidades navales alemanas lograron algunos éxitos locales notables.
Incluso la Regia Aeronautica se vio totalmente sorprendida por el armisticio, y también en esta ocasión las estructuras de mando mostraron imprevisibilidad e ineptitud; el Jefe de Estado Mayor, general Renato Sandalli, no informó a sus subordinados sino hasta el 5 de septiembre, y luego, en la noche del 8 de septiembre, partió a su vez hacia Brindisi sin emitir las órdenes ejecutivas de la directiva prevista (memorando n.º 1 ") y entregó el mando al general Giuseppe Santoro. No se recibieron instrucciones precisas en las bases del territorio ni se llevó a cabo misión alguna de guerra contra los antiguos aliados alemanes, que en cambio tomaron resueltamente la iniciativa y ocuparon rápidamente las principales bases aéreas del norte de Italia, donde se reunía la mayor parte de la aviación. No fue sino hasta el 11 de septiembre cuando el general Santoro ordenó finalmente que todas las unidades despegaran hacia las bases aéreas ocupadas por los angloamericanos, mientras que en Roma, el general Ilari, que estaba al mando sobre el terreno, entabló negociaciones y cedió aviones y aeródromos a los alemanes. En total, de unos 800 aviones aún operativos, sólo 246 lograron salir hacia el sur y llegar a las bases aliadas, mientras que dos tercios de los aviones permanecieron en manos alemanas, 43 aviones fueron derribados en vuelo por cazas de la Luftwaffe. Algunas unidades de combate permanecieron leales al Eje y contribuyeron al establecimiento de la Aeronáutica Nacional Republicana.

## Balance
Las fuerzas armadas italianas ya no existen.... 
(Comunicado extraordinario del Oberkommando der Wehrmacht del 10 de septiembre de 1943)

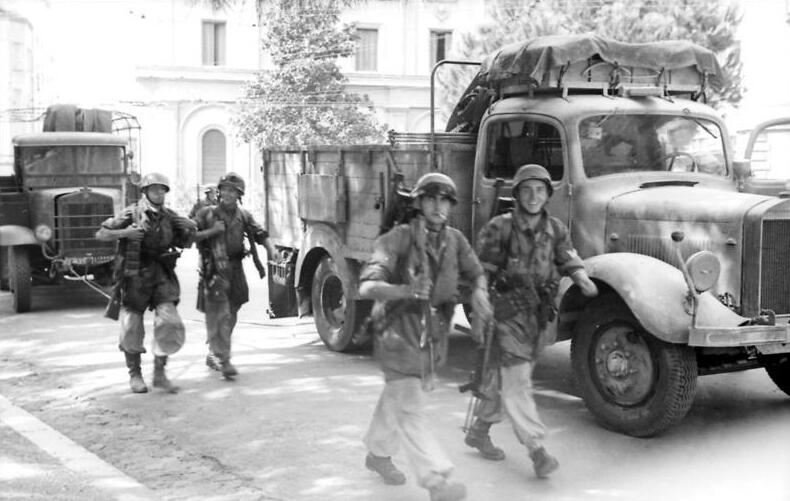
Fallschirmjäger alemanes en acción en el centro de Roma en los días de septiembre de 1943

El mando del OKW emitió ya el 10 de septiembre un primer comunicado anunciando la exitosa aniquilación de la maquinaria militar de los antiguos aliados italianos. El anuncio, formalmente inexacto ya que las divisiones italianas habían combatido durante mucho tiempo en Córcega, los Balcanes y las islas griegas, mientras que en Cerdeña, Apulia y Calabria algunas divisiones seguían en acción, ilustraba la realidad de los hechos: en apenas dos días el Regio Esercito, una potencia militar ocupante con reclamos imperiales junto a la Wehrmacht, se había disuelto en sus estructuras de mando y sus principales unidades ante el ataque de las fuerzas militares del Tercer Reich.
La Wehrmacht logró, con el éxito de la operación Achse y de las operaciones menores relacionadas, un éxito estratégico significativo, manteniendo las posiciones estratégicas más importantes en el tablero de ajedrez mediterráneo y superando serias dificultades operativas; además, se hizo con considerables cantidades de armas, equipos y recursos materiales presentes en los arsenales italianos que sirvieron de manera útil para integrarse a los menguantes recursos de Alemania. Se capturaron 800,000 soldados italianos, que fueron trasladados en gran parte al Reich como internos militares italianos, sin reconocimiento del estatus de prisioneros de guerra y, por lo tanto, empleados en labores obligatorias en la maquinaria de guerra alemana.
Los aliados, cuyos objetivos mediterráneos, al no prever operaciones complejas combinadas, eran limitados (sacar a Italia de la guerra y comprometer a una parte de las divisiones alemanas) y en los que estaban presentes profundos contrastes entre estadounidenses y británicos con respecto a la planificación estratégica, no supieron aprovechar el colapso del Eje y se limitaron a remontar la península con una agotadora campaña de casi dos años que involucró muchos recursos terrestres y aéreos. En realidad, los alemanes también tuvieron que desviar considerables unidades móviles y eficientes a Italia y los Balcanes, privándose de tropas más útiles en los frentes principales oriental y occidental, pero de este modo distanciaron la guerra de las regiones del sur de Alemania, ricas y protegidas regiones industriales importantes para la producción de armamentos y lograron el objetivo político-propagandístico de reconstituir un gobierno fascista italiano formalmente aliado aún con el Tercer Reich.
El colapso repentino y total del Estado y de la maquinaria militar italiana derivaron principalmente de los errores de los dirigentes político-militares, de la vaguedad de sus iniciativas, de la incomprensión de los reportes reales de las fuerzas y objetivos de los aliados, de la decisión fundamental de rendirse a los aliados pero sin luchar contra los alemanes. La ausencia de instrucciones precisas emitidas a los mandos subordinados, la importancia predominante dada a la salvaguardia personal y a la continuidad institucional de las autoridades gobernantes, incluso en detrimento de la capacidad de resistencia de las fuerzas armadas, llevaron a la disolución de las tropas, a pesar de algunos episodios de valor y combatividad, abandonadas sin orientación a los ataques y represalias de los antiguos aliados alemanes.

## Operación Achse en cifras[57]

### Soldados italianos desarmados después del 8 de septiembre
- Norte de Italia: 415.682
- Centro y sur de Italia: 102.340
- Francia: 8.722
- Balcanes: 164.986
- Grecia e islas del Egeo: 265.000

Total: 1'006.730

### Armas y materiales robados del Ejército Real después del 8 de septiembre
- Fusiles: 1'285.871
- Ametralladoras: 39.007
- Mosquetes automáticos: 13.906
- Morteros: 8.736
- Cañones antiaéreos y antitanques: 2.754
- Piezas de artillería: 5.568
- Vehículos: 16.631
- Vehículos blindados: 977